# Volkswagen Bogár
A Volkswagen Bogár (németül Volkswagen Käfer, hivatalos megnevezése VW Typ 1, röviden VW Bogár) a német Volkswagen cég, illetve cégcsoport által 1938-tól 2003-ig gyártott legelső autómodellje, amelyből 2002 júniusáig 21 500 000 darabot értékesítettek. Ezzel ez az autó a világ harmadik legnagyobb példányszámban eladott autómodellje lett.

## A név eredete
Valószínűleg a New York Times használta először, 1938. július 3-án megjelenő cikkében a „Bogár” szót, amelyben „ezer és ezer csillogó kis bogarat” vizionál, amelyek be fogják népesíteni a német utakat.
Miután az autó az 1950-es években egyre nagyobb népszerűségre tett szert az Amerikai Egyesült Államokban, fokozatosan meghonosodott a szeretetreméltó Bogár (Beetle vagy Bug) becenév. A Volkswagen csak az 1960-as években vette át a Bogár megnevezést reklámkampányaiban, miután az autó a „Kicsi kocsi” filmekkel sztár lett és a Bogár név Németországban is elterjedt Käfer néven.

## Története
A VW Bogár története az 1930-as évekre nyúlik vissza, amikor Németország nemzetiszocialista vezetése széles néprétegek számára elérhető népautó gyártását tűzte ki célul. Az autó fejlesztésében jelentős szerepet játszott Ferdinand Porsche, akit a Bogár megteremtőjeként tartanak számon, tévesen. A Bogár fejlesztése azonban korábbra nyúlik vissza. Barényi Béla már 1925-ben készített részletes terveket, amit azonban a Porsche család hosszú időn keresztül vitatott, mivel ők Ferdinand Porschét tartották az autó konstruktőrének. Barényi csak az 1953-as bírósági ítélet után tudta szerzőségi jogait és ezzel igényeit érvényesíteni. Vitatott és nem véglegesen tisztázott Ganz József szerepe az "Ős Bogár" fejlesztésében. A Ganz első prototípusát a nürnbergi Ardie gyár építette 1930-ban.
Az autó szériagyártását a háború előtt már nem tudták elkezdeni, mivel az 1938 májusában alapított wolfsburgi Volkswagen üzem még nem készült el. A második világháború alatt a gyárban kizárólag katonai járműveket és egyéb katonai felszerelést gyártottak. Az akkor Volkswagennek nevezett autó sorozatgyártását csak 1945 nyarán tudták elkezdeni. 1945 végéig 1 785 darab autó készült el, melyeket a megszálló erők illetve a német posta kapott meg. 1946-tól a VW-t 5 000 márkás áron magánszemélyek is megvásárolhatták.
Nem sokkal később megkezdődött VW exportálása az USA-ba, és a világ sok más országába. Ennek illetve a "német gazdasági csodának" köszönhetően, amelynek a Volkswagen szimbóluma lett, a "bogártermelés" Wolfsburgban és számos más gyártó- és összeszerelő üzemben szerte a világban korábban elképzelhetetlen szintre emelkedett. Az USA-ban – a német piac után a legfontosabb VW piacon – nagy népszerűségre tett szert a Bogár az 1960-as években, mint olcsó, az ottani fogalmak szerint takarékos autó, illetve mint az „ellenkultúra” megtestesítője szerepelt.
A gyártásban nagy mérföldkőhöz értek 1972. február 17-én, mert ekkor a Volkswagen Bogár eladott darabszámban megelőzte a Ford T-modellt. Az 1970-es évek elején az eladások csökkentek, mivel a Bogár számára egyre növekvő konkurenciát jelentettek a lényegesen korszerűbb kisautók. 1974-ben kezdődött meg az utódmodell, a VW Golf gyártása Wolfsburgban és 1978-ban befejezték a bogár németországi gyártását. Ezután már csak Mexikóban és Brazíliában gyártották. Németországban még 1985-ig tartotta kínálatban a VW a Bogarat.
Összesen 21 529 464 VW Bogarat gyártottak, amiből 15,8 millió darabot (ebből körülbelül 330 000 kabriót) gyártottak Németországban.
Az utolsó, 3VWS1A1B54M905162-es alvázszámú Bogár 2003. július 30-án  készült el.

## Műszaki jellemzői

A Bogár hűtő (kék) és kipufogó (piros) rendszerei

A Bogár meghajtásáról négyütemű, négyhengeres, léghűtéses, a farban elhelyezett boxermotor gondoskodik, amely a hátsó kerekeket hajtja. Az 1936-ban bemutatott első változatban a motor lökettérfogata 985 cm³, teljesítménye 17,7 kW (24 LE), hengerátmérő 70 mm, a dugattyú lökete 64 mm, sűrítési viszony 5,6 volt. A sebességváltó nem szinkronizált, négy fokozatos volt, amely egytárcsás száraz tengelykapcsolóval kapcsolódott a főtengelyhez. A gyújtáselosztón mechanikus centrifugál előgyújtás-szabályozó volt.
A karosszéria kétajtós, négy utas utazhat az autóban, a csomagokat az orrban elhelyezett csomagtérben, illetve a hátsó üléssor mögött lehet tárolni. A Bogár alvázára 18 ponton rögzítették a felépítményt, amelynek a légellenállási együtthatója 0,41.
Az autó mind a négy kereke független felfüggesztésű volt, torziós rugózással. A fékek elöl és hátul is dobfékek.
A gépkocsi méretei 1936-ban: hosszúsága 3990 mm, szélessége és magassága 1500 mm, a tengelytáv 2400 mm, az első kerekek nyomtávja 1284 mm, a hátsó kerekek nyomtávja 1250 mm. A menetkész gépkocsi tömege 600 kg volt, legnagyobb sebessége 100 km/h.

## A legfontosabb modellváltozatok

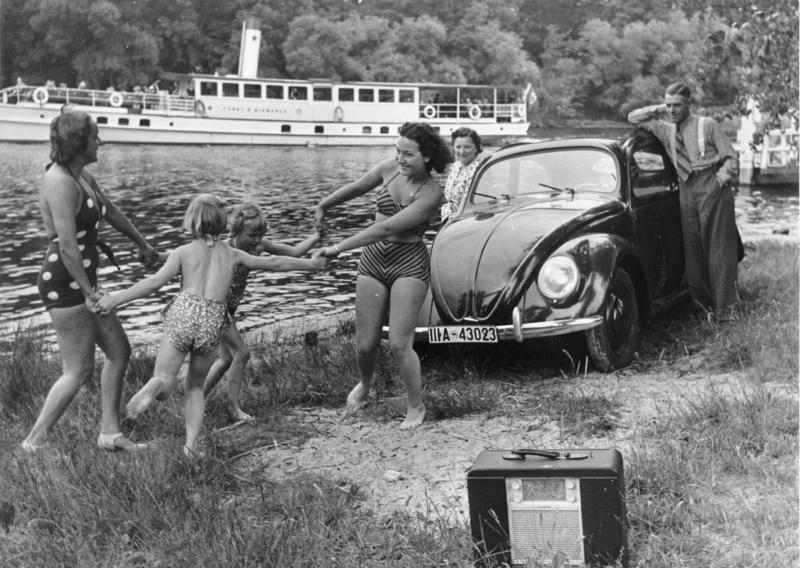
Német propagandafénykép egy KdF-Wagen-nel.

1945-ben a motor lökettérfogatát 1131 cm3-re, teljesítményét 18,4 kW (25 LE)-re növelték. 1949-ben teleszkópos lengéscsillapítókat kapott, a sebességváltó háza könnyűfém-ötvözetből készült. Öt lapból álló alsó és felső torziós rugók biztosították a rugózást, míg a fékeket hidraulikus fékberendezés működtette. Az exportra szánt változatot kétágú kormánykerékkel szerelték.

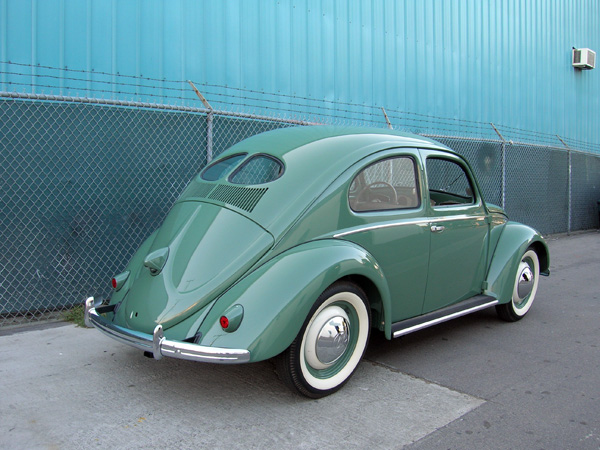
1949 VW Type 1

1951-től a motortest is könnyűfém ötvözetből készült, 1952-ben a karburátort gyorsítószivattyúval szerelték, az első kereket felfüggesztésébe hat lapból álló torziós rugót építettek. Mindkét oldalon le lehetett engedni az ablakokat. 1953-ra az első felfüggesztésben nyolc lapból álló alsó és felső torziós rugókat alkalmaztak és ebben az évben szüntették meg a hátsó ablak osztását. 1954-re a motor teljesítménye elérte a 22,1 kW-ot (30 LE), lökettérfogata 1192 cm3 lett és vákuumos előgyújtás-szabályozást alkalmaztak.
1957-ben jelent meg a kabrió változat, amelyet a Karmann karosszéria-építő céggel közösen fejlesztettek és gyártottak. 1958-tól műanyag tolótetőt lehetett rendelni a normál változatokhoz is. 1960-tól a motor teljesítménye 25 kW (34LE), a sebességváltó teljesen szinkronizált, a legnagyobb sebesség már 115 km/h. A motor automatikus szívatóberendezést kapott, az első futómű hidraulikus lengéscsillapítót.

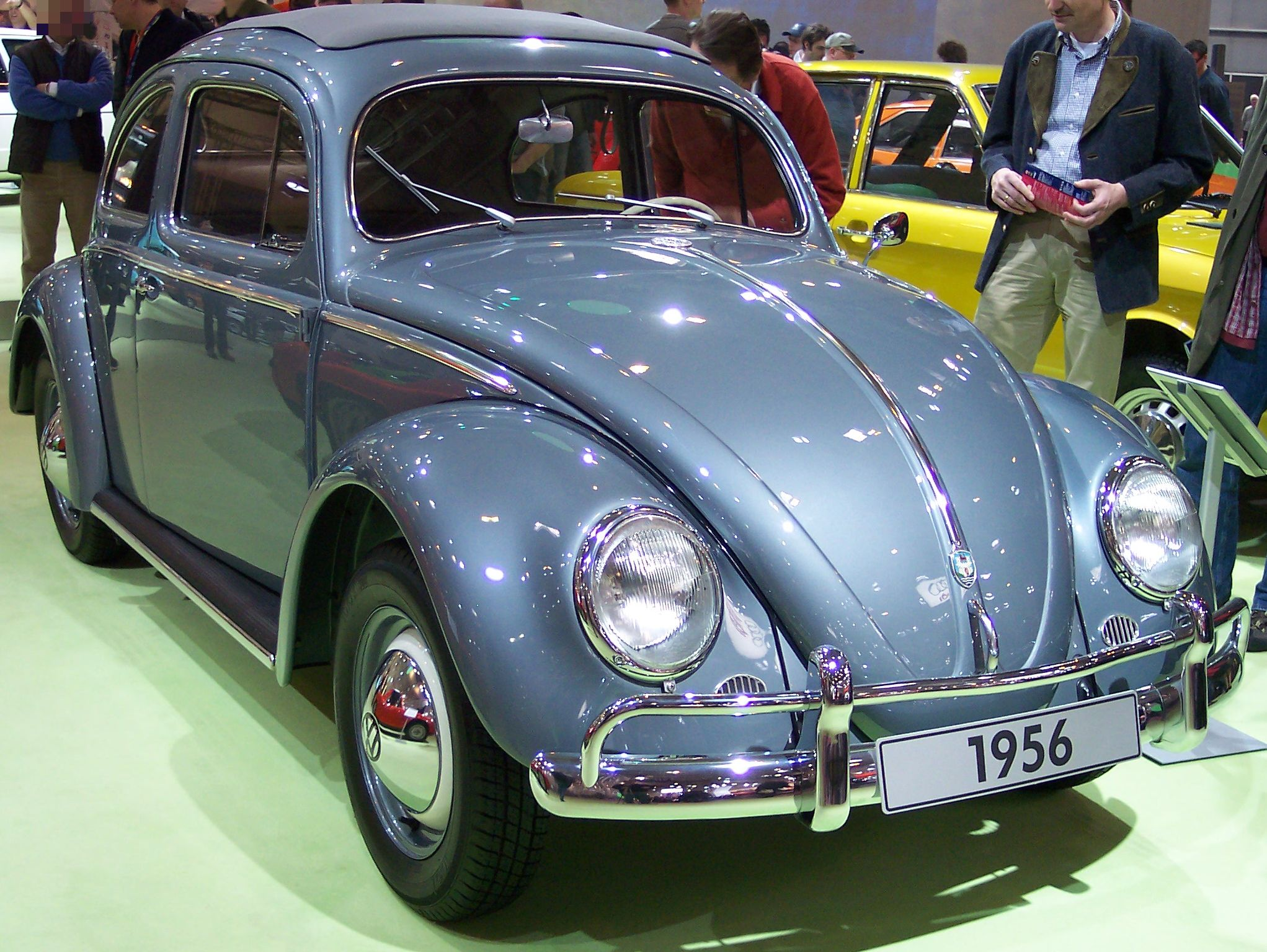
1956-os Volkswagen Bogár műanyag tolótetővel.

1961-től szabályozható volt az utastér első részébe áramló meleg levegő mennyisége, 1962-től hátul is lehetett szabályozni a fűtést. 1964-ben jelent meg az alvázvédelem (szavatossága 6 hónap volt), illetve a hajlított első szélvédő is. Ekkor jelent meg a VW 1200A modell, amely számos kiegészítő berendezéssel és szerelvénnyel készült. 1965-ben megjelent a VW 1300-as modell, a motor lökettérfogatát 1285 cm3-re növelték a VW 1500/1600-as modell forgattyús tengelyének alkalmazásával (nagyobb, 69 mm-es löket). A motor teljesítménye 4000 1/min fordulatszámon 29,4 kW (40 LE). A keréktárcsákon a jobb hűtés miatt lyukakat alakítottak ki. 1966-tól a kabrió és a Karmann-Ghia modellt 1,5 l-es, 32,4 kW (44 LE) teljesítményű motorral szállítják, ezt a csukott modellnél is lehetett rendelni, és tárcsafékeket építettek az első futóműre.

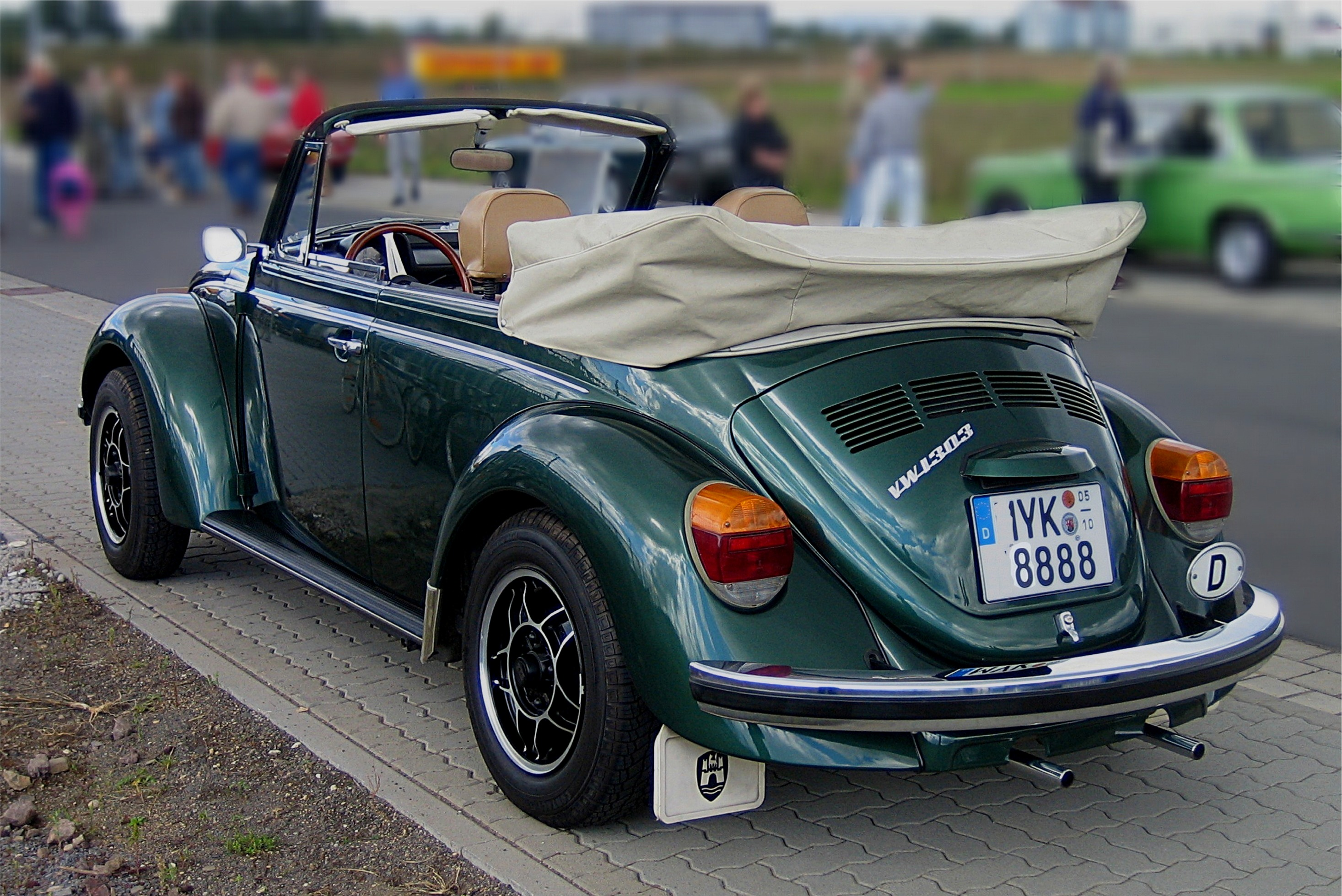
1978-as VW 1303 Cabriolet, a karosszériát a Karmann cég gyártotta.

1966-ban a VW 1200 A típust felváltotta a VW 1300 A modell, amely az alap 1300-ashoz képest szerényebb kivitelű, de 29,4 kW-os (40 LE) motorral készült. A VW 1500 modellhez pedig az 1300-as karosszériába 1,5 l-es, 32,4 kW (44 LE) teljesítményű motorokat szerelnek. 1967-től az elektromos rendszer 12V-os lett, a lökhárítókat megnövelték, a teleszkópos kormányoszlop ütközéskor összenyomódott és hárompontos biztonsági övekkel szerelték a gépkocsikat. A fékrendszer kétkörös lett. 1968-tól a VW 1500 modell automatikus váltóval is kapható. 1969-től volt kapható az ún. "L-Paket", amely számos biztonsági és kényelmi felszerelést tartalmazott (pl. tolatásjelző lámpa, gumi ütközőbakos lökhárítók, puha borítású műszerfal, vakításmentes visszapillantó tükör, hamutartó, szőnyegek), ezeknél a modelleknél a gyári jelet egy "L" betű egészítette ki (pl. VW 1500L).
1970 augusztusában kezdődött a VW 1302 és 1302S modellek gyártása, a motorok lökettérfogata 1285 cm3, ill. 1584 cm3, teljesítményük 32,4 kW (44 LE) ill. 36,8 kW (50 LE), az 1302S legnagyobb sebessége pedig elérte a 140 km/h-t. Az első kerekeket McPherson-felfüggesztéssel szerelik, a gépkocsi tömege, tengelytávja és a kerekek nyomtávja is nőtt.
1972-ben jelent meg a VW 1303 típus, 1973-ban pedig az 1303S, utóbbi motorja 1585 cm3-es, 36,8 kW (50 LE) teljesítményű volt. 1975-ben beszüntették az 1303 és az 1303S modellek gyártását, előbbi ezután csak kabrió kivitelben volt kapható. Az 1200-as modellt "Standard" és "Lux" kivitelben kezdték gyártani, előbbi 1200 cm3-es 25 kW-os (34 LE-s) motort, utóbbi 1600 cm3-es 36,8 kW (50 LE) teljesítményű motort kapott. 1978-ban beszüntették a Type 1 modellek gyártását az NSZK-ban, ezután csak a mexikói és brazil leányvállalatok gyártottak ilyeneket. A kabrió változat gyártását csak 1980-ban szüntették be.
Mexikóból 1980-ban már 13 000 Bogarat importáltak Európába, ezt követően egyre újabb és újabb modellek gördülnek le a mexikói gyártósorról, 1981-ben elkészül a 200 000-ig példány, 1985-ben a Bogár 50-ik születésnapjára pedig kiadják a jubileumi változatot, metálszürke fényezéssel és zöld fényvédő üvegezéssel.

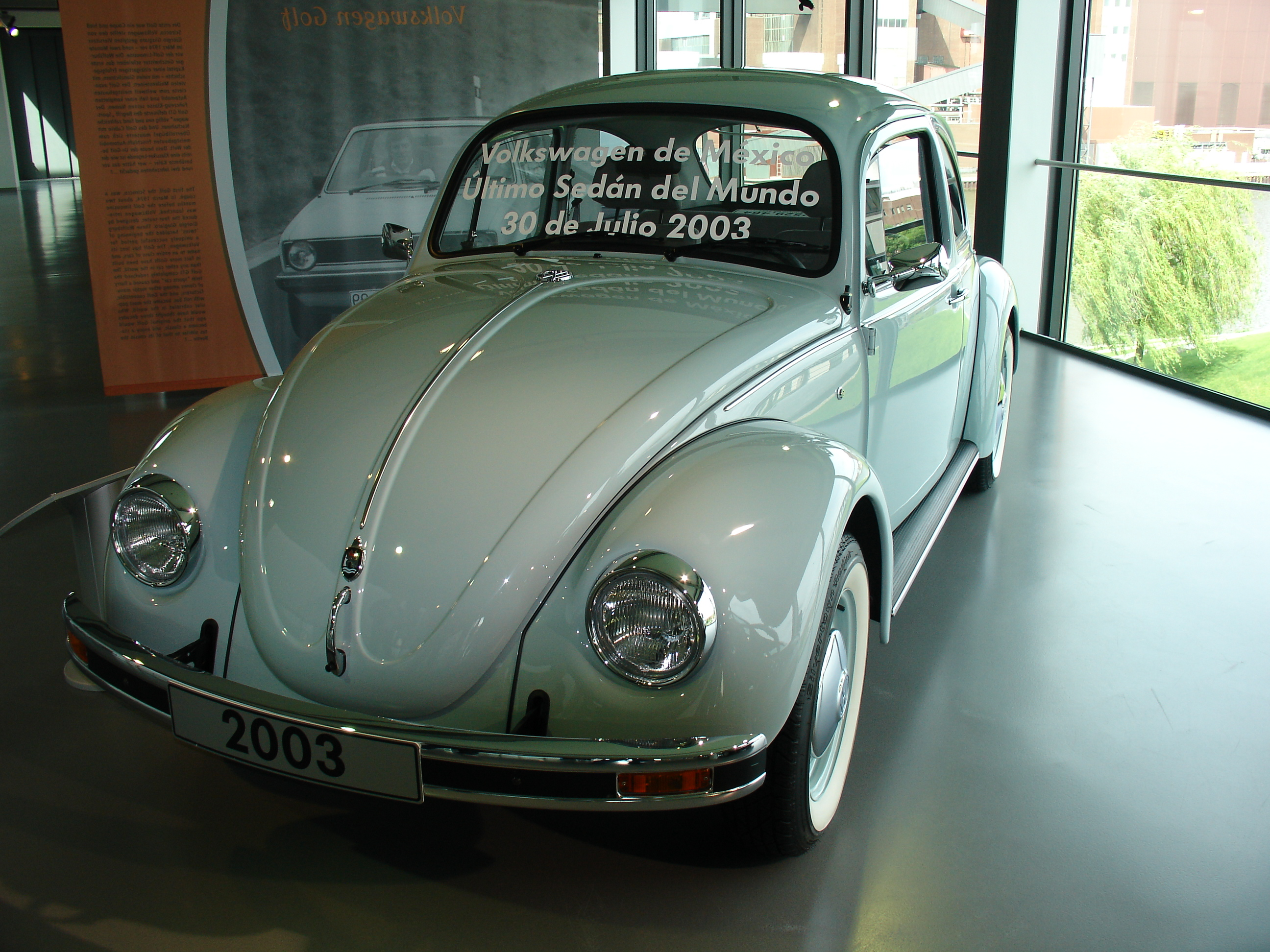
A 2003-ban gyártott utolsó Bogarak egyike "Última Edición" (Utolsó Változat) kivitelben, "Aquarius Blue" fényezéssel.

Az utolsó bogarat 2003-ban készítették el a mexikói Puebla városban található üzemben. Az Última Edición nevet viselő modellek számos korábban elhagyott króm díszt, fehér falú gumiabroncsokat és speciális fényezést kaptak, belül CD-lejátszó és négy hangszóró volt, hátul pedig 1,6l-es motor. A VW közleménye szerint a gyártás leállításának oka az egyre csökkenő kereslet volt.
1945 és 2003 között összesen több, mint 21 millió Bogarat gyártottak, 1971-ben évi 1,3 millió darab gördült le a gyártósorról, míg az utolsó években már csak mintegy 30 000 darab. Az utolsó sorozat 3000 példányban készült, ezek közül a legeslegutolsó darab (No. 21 529 464) egyenesen a VW wolfsburgi múzeumában kötött ki (más forrás szerint 2004-ben a pápának adományozták, és ma a Vatikánban található.). Mexikóban külön reklámkampányt szenteltek a gyártás leállításának és egy helyi mariachi zenekar búcsúztatta az utolsó példányokat. Az egyik reklámban például egy kicsi utcai parkolóhelyet mutattak, amelyre egymás után több autó is megpróbált beállni, sikertelenül. A reklám szövege szerint: „Hihetetlen, hogy egy ilyen kicsi autó ilyen nagy űrt hagyjon maga mögött.” („Es increíble que un auto tan pequeño deje un vacío tan grande”).

## Leányvállalatok
A Bogarat számos helyen szerelték össze a VW leányvállalataiban, előre legyártott alkatrészekből: Írországban, Belgiumban, Bosznia-Hercegovinában, Thaiföldön, Indonéziában, Dél-Afrikában, Ausztráliában és Nigériában készültek VW jelvényes Bogarak.
Mexikóban, Brazíliában és Bosznia-Hercegovinában a VW leányvállalatokat létesített, amelyek helyben gyártották a - némileg eltérő - változatokat.

### Bosznia-Hercegovina
A mai Bosznia-Hercegovina területén, Szarajevóban alakult meg az egész világon ügyesen terjeszkedő Volkswagen helyi összeszerelő üzeme. Még 1963-ban, az NSU költöztette oda motorgyárát, majd a cégből létrejött a VW Unis, amely a márka hivatalos importőre lett. Miután az NSU a Volkswagen tulajdonába került, 1970-ben ebből a vállalatból alakult meg a Volkswagen TAS (Tvornica Automobila Sarajevo) gyár, amely 49 százalékban a wolfsburgiak, 51 százalékban pedig a Unis tulajdonába került. A termelés a Bogár összeszerelésével kezdődött, eleinte még csak wolfsburgi alkatrészekből. 1976-ig 31 667 darab VW 1200J készült ott, melyeket a Jugoszláviára utaló j betű különböztetett meg, hasonlóan a lengyel Fiatok p betűjéhez.

### Brazília

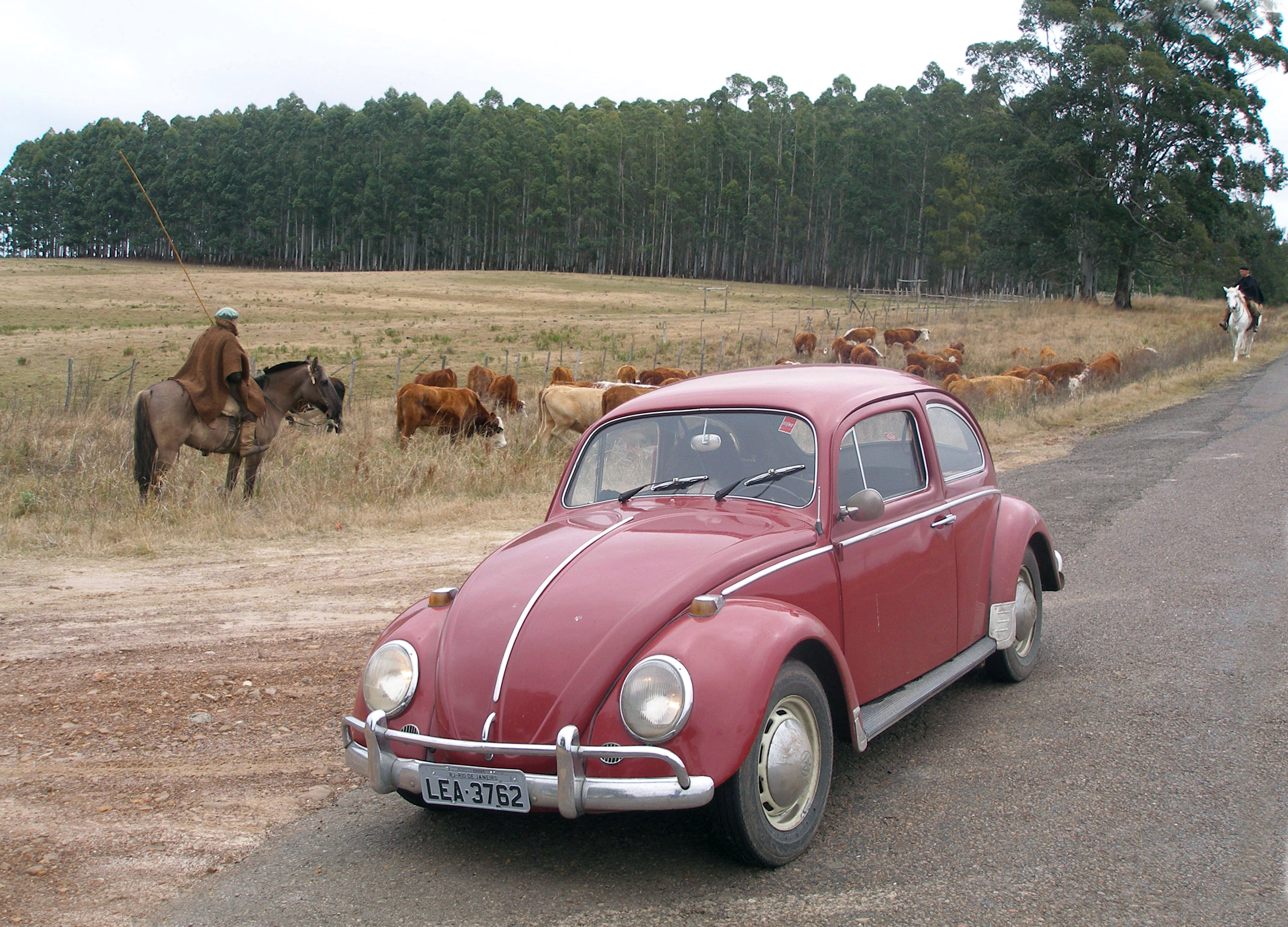
1969-es brazil VW 1300 Bogár (helyi nevén Fusca)

Brazíliában 1953-ban kezdődött a Bogár összeszerelése, amelyet a helyi piacon Fusca néven árultak. Az alkatrészeket kezdetben teljes egészében Németországból importálták, de 1959-re Brazília teljes egészében helyi előállítású Bogarakat gyártott. A gyártást 1986-ban beszüntették, majd 1993-ban újrakezdték, hogy 1996-ban végleg leállítsák.
A Brazíliában gyártott modellek a gyártás végéig megtartották az 1958–1964 közötti kisablakos karosszériát, majd 1973-ban megkapták a Németországban már bevezetett új lökhárítókat.
1975 és 1984 között brazil alkatrészek alapján szerelték össze a Bogarat Nigériában. A brazil modelleket nemcsak helyben, hanem a szomszédos országokban - Argentína, Peru, Uruguay - is árusították.

### Mexikó
Mexikóban 1955-ben kezdődött a Bogár összeszerelése és 1964-től kezdve teljesen helyi gyártású kocsikat állítottak elő. Az 1970-es évek közepétől szinte változatlan kinézetben gyártották, jelentősebb változást a nagyobb hátsó ablak (1985), az elektronikus gyújtásvezérlés (1988), lopásgátló riasztórendszer (1990), katalizátor (1991), illetve elektronikus üzemanyagbefecskendező-rendszer (1993) bevezetése jelentette. 1995-től a mexikói Bogarakat elöl tárcsafékkel és önfeszítős biztonsági övvel gyártották, majd 1996-ban megszüntették a krómdíszítéseket.

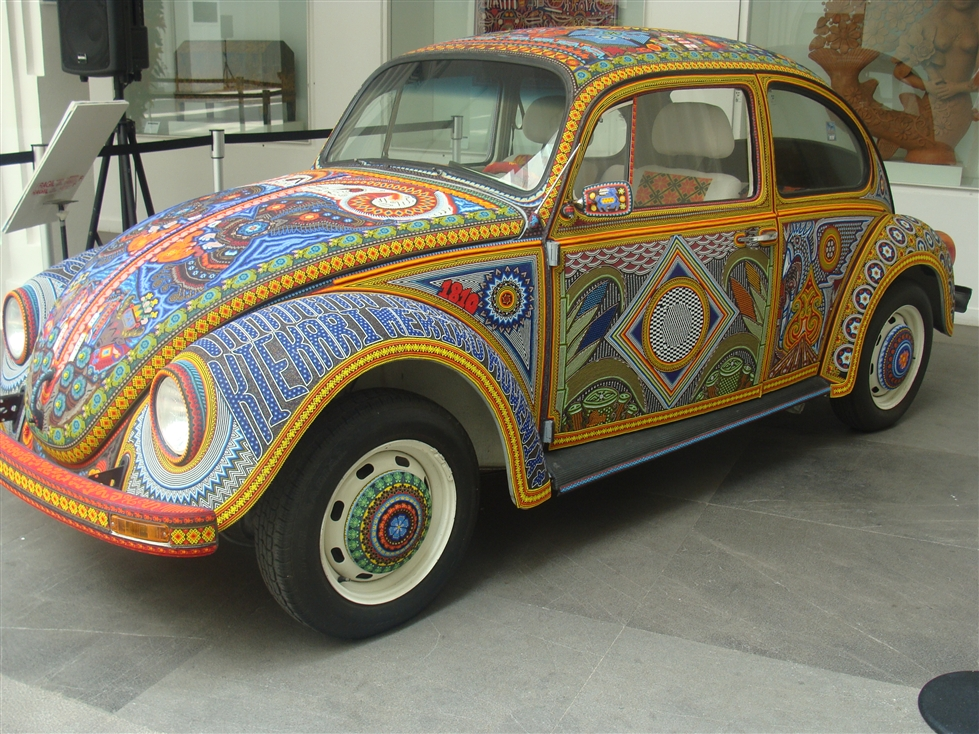
A vicsol indián törzs stílusában kidekorált Bogár, az úgynevezett Vochol, jelenleg a mexikóvárosi Museo de Arte Popular múzeumban.

1996 közepén bemutattak egy új, olcsó változatot, amelybe ismét dobfékeket és kézi állítású biztonsági övet szereltek ("Volkswagen Sedán City"), míg a magasabb felszereltségű változatot "Volkswagen Sedán Clásico" néven árusították. 1998 után a "Clásico" gyártását megszüntették és az olcsóbb változat lett az egyetlen modell "Volkswagen Sedán Unificado" néven.
A helyi gyártást 2003-ban szüntették be, a VW elsősorban gazdaságossági okokra hivatkozott (az utolsó években csak 30 000 példányt gyártottak), de politikai okai is voltak a döntésnek. A Bogár igen népszerű volt Mexikóvárosban, mint taxi, azonban nem tudta teljesíteni az egyre szigorodó emissziós normákat. A mexikói kormány emellett igyekezett visszaszorítani a rablásokat és elrendelte, hogy csak négyajtós autót lehet taxiként üzemeltetni. A Volkswagen cégcsoport emellett igyekezett a márka imidzsét is növelni olyan, luxuskategóriájú modellekkel, mint pl. a VW Tuareg vagy a Phaeton.

## Egyedi változatok
A bogár régen és manapság is az egyik legkedveltebb alapmodellje az egyedileg és házilagosan épített autók kedvelőinek. Ennek oka az autó olcsósága és magas darabszáma, valamint a sajátos, humoros, kissé esetlen megjelenése is, ami szinte "ingerel" az egyedi megvalósítások felé. Számtalan változatban készült már egyedi bogár, leggyakoribb a különböző tengerparti homokfutó „buggy” és terepjáró kivitel, ezek alkatrészeinek előállításával erre szakosodott cégek is foglalkoznak, például a homokfutóra való komplett műanyag karosszéria és egyéb kiegészítők gyártásával. Ezen kívül persze sokféle házilagos módosítás látott már napvilágot, ezek egy része használható változtatás (pl. nyújtott változat egy második pár ajtó közbeiktatásával), mások figyelemfelkeltőek (gyakoriak a motortuningolási beavatkozások, nagyméretű kipufogócsövekkel, szélesített versenygumikkal stb.), és sok olyan is van, ami az autó kedves jellegéből adódóan vicces, poénos (különböző vicces festések, karosszériaátépítések más autók alkatrészeivel vagy a bogár alkatrészeinek felhasználása más járművekhez, kerti vagy szobai dísztárggyá tétel stb.).

## További képek

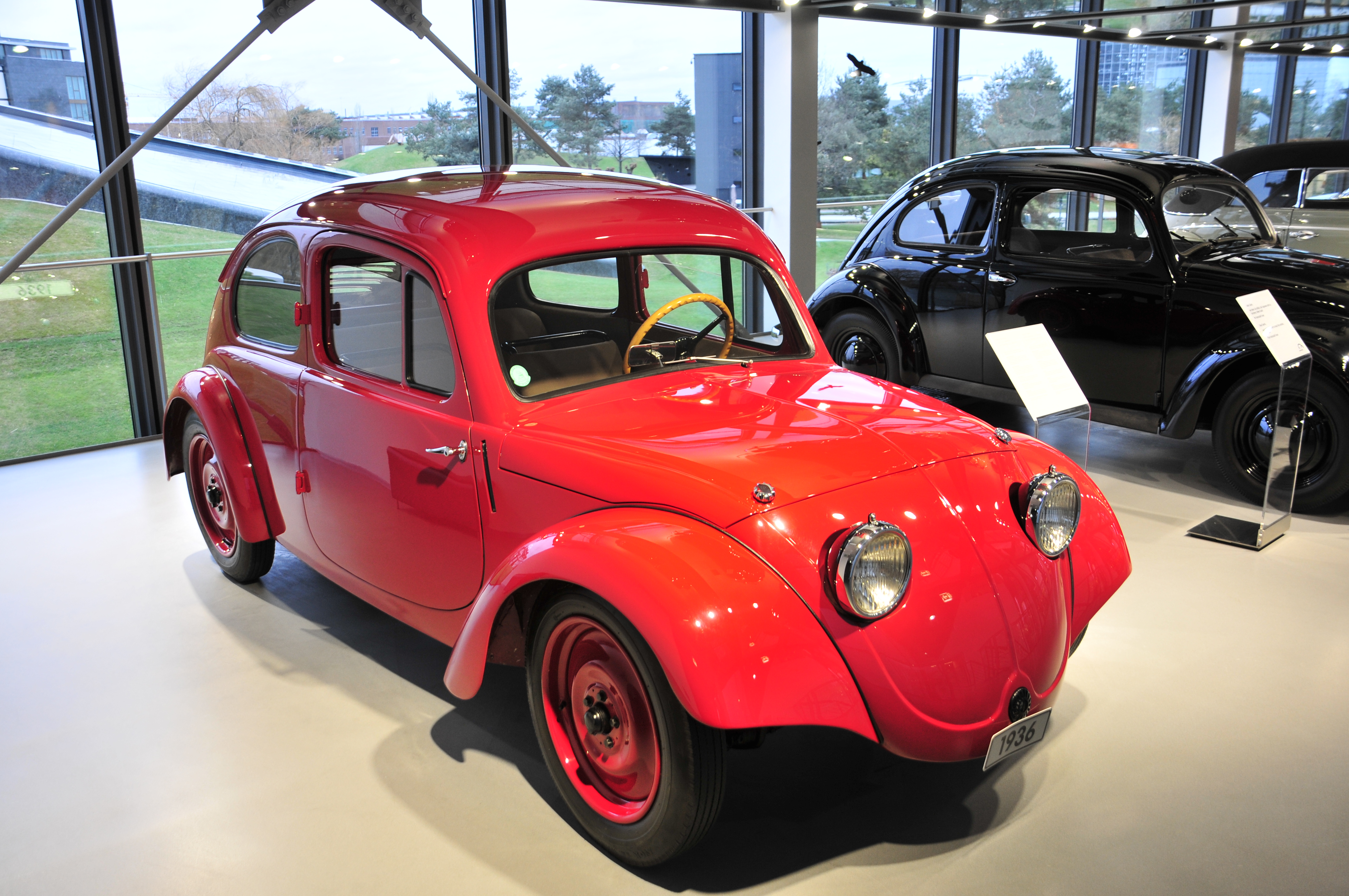
A KdF-Wagenek elődje: Porsche Typ 60 Prototyp V3
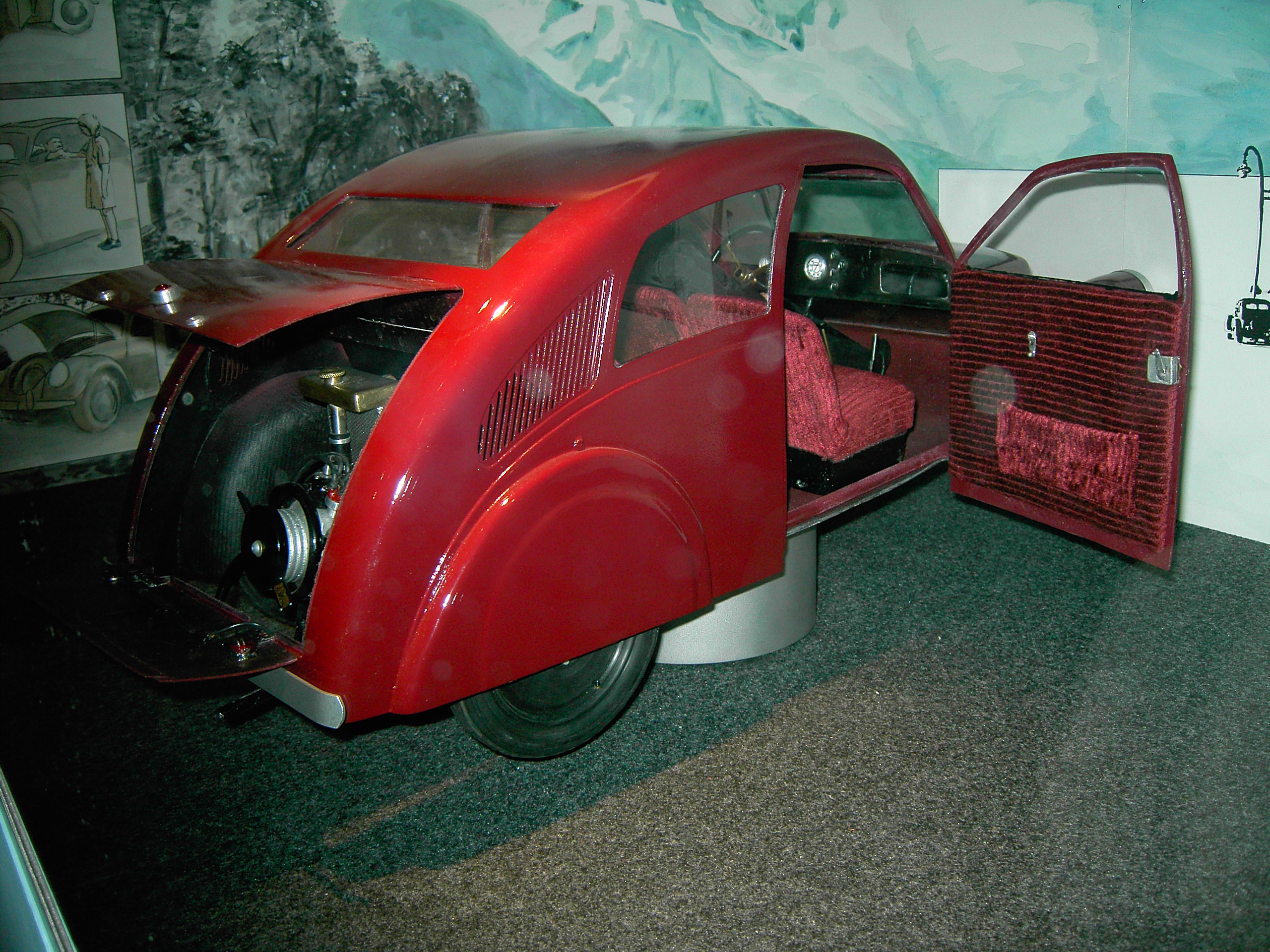
A Zündapp-Volkswagen, Porsche Typ 12 (1932)
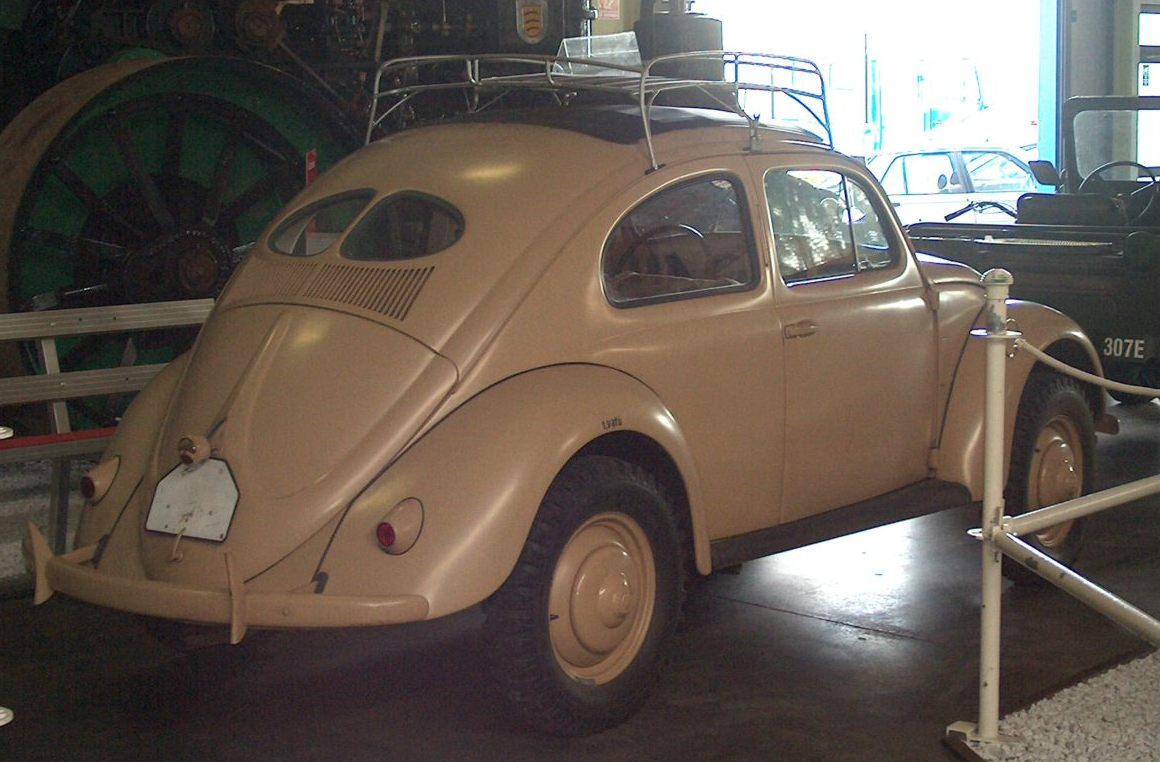
A Wehrmacht négykerékmeghajtású Type 82 járműve, az Afrikakorps rejtőszínében
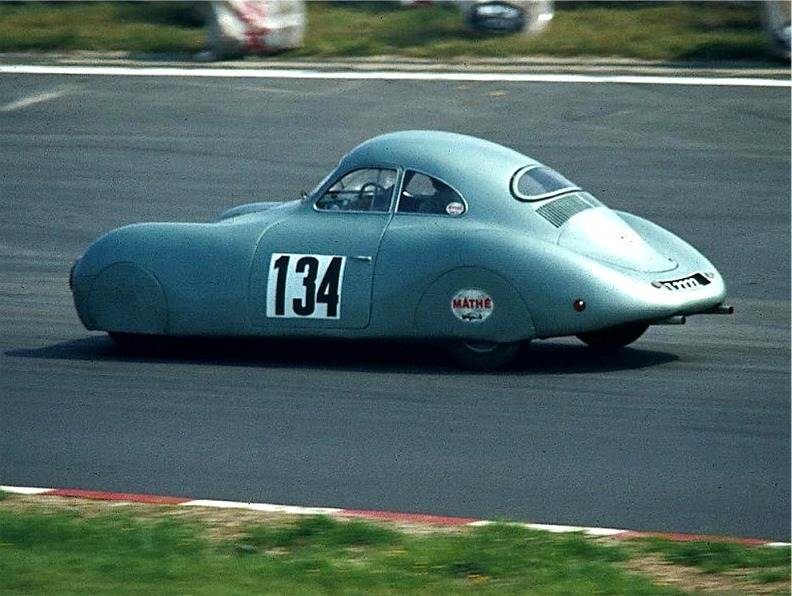
A Volkswagen Type 64 versenyautó, a képen 1981-ben a Berlin-Róma versenyen
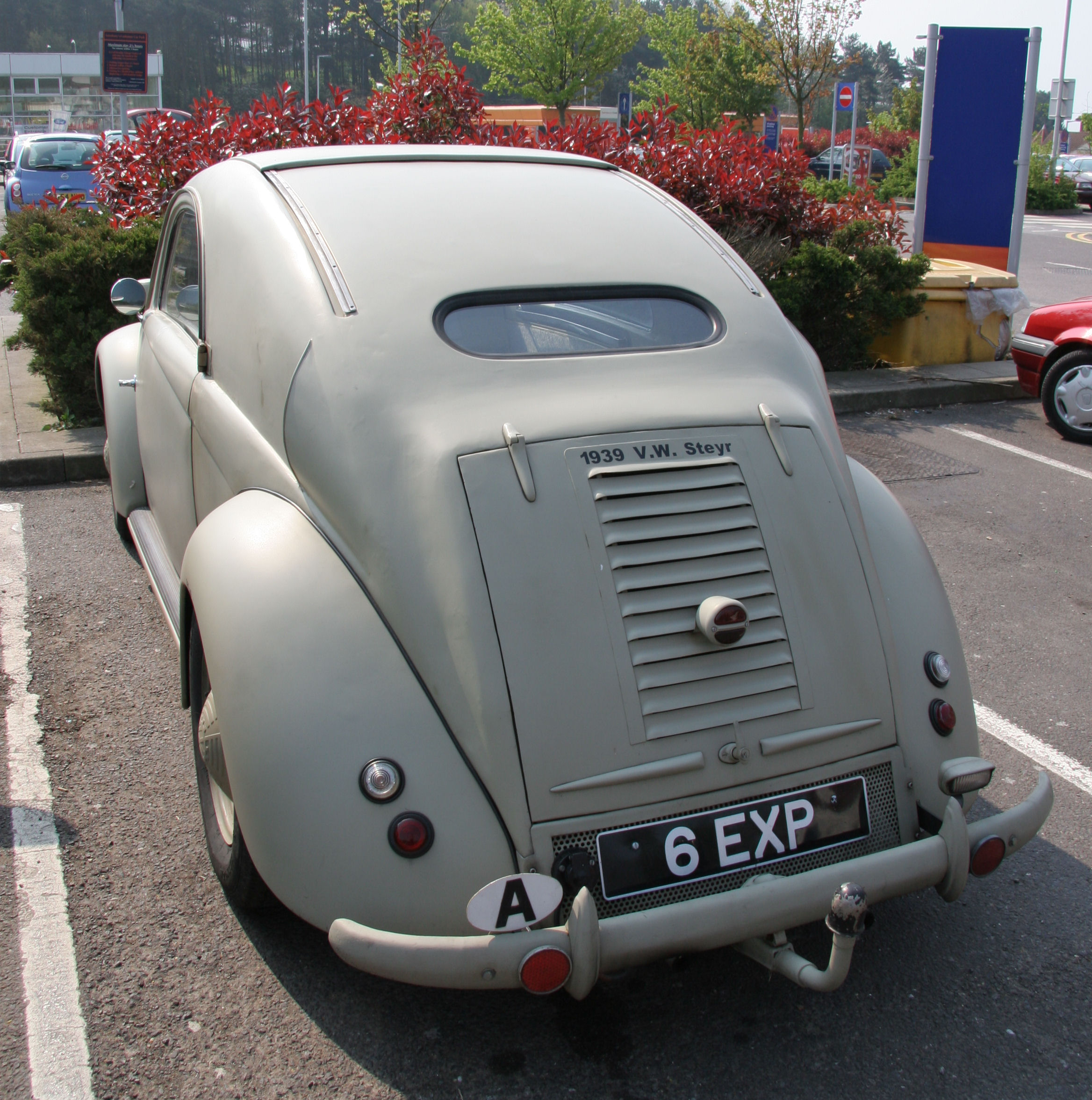
1939-es VW Steyr, állítólag az egyetlen megmaradt példány a világon
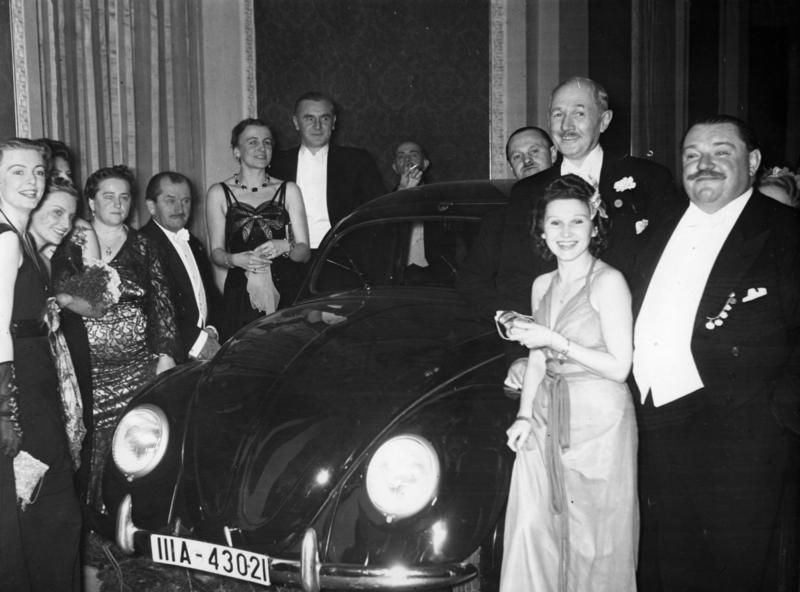
Ferdinand Porsche és Heinrich George 1939. január 28-án a német sajtó bálján átadják az első díjat, egy Bogarat
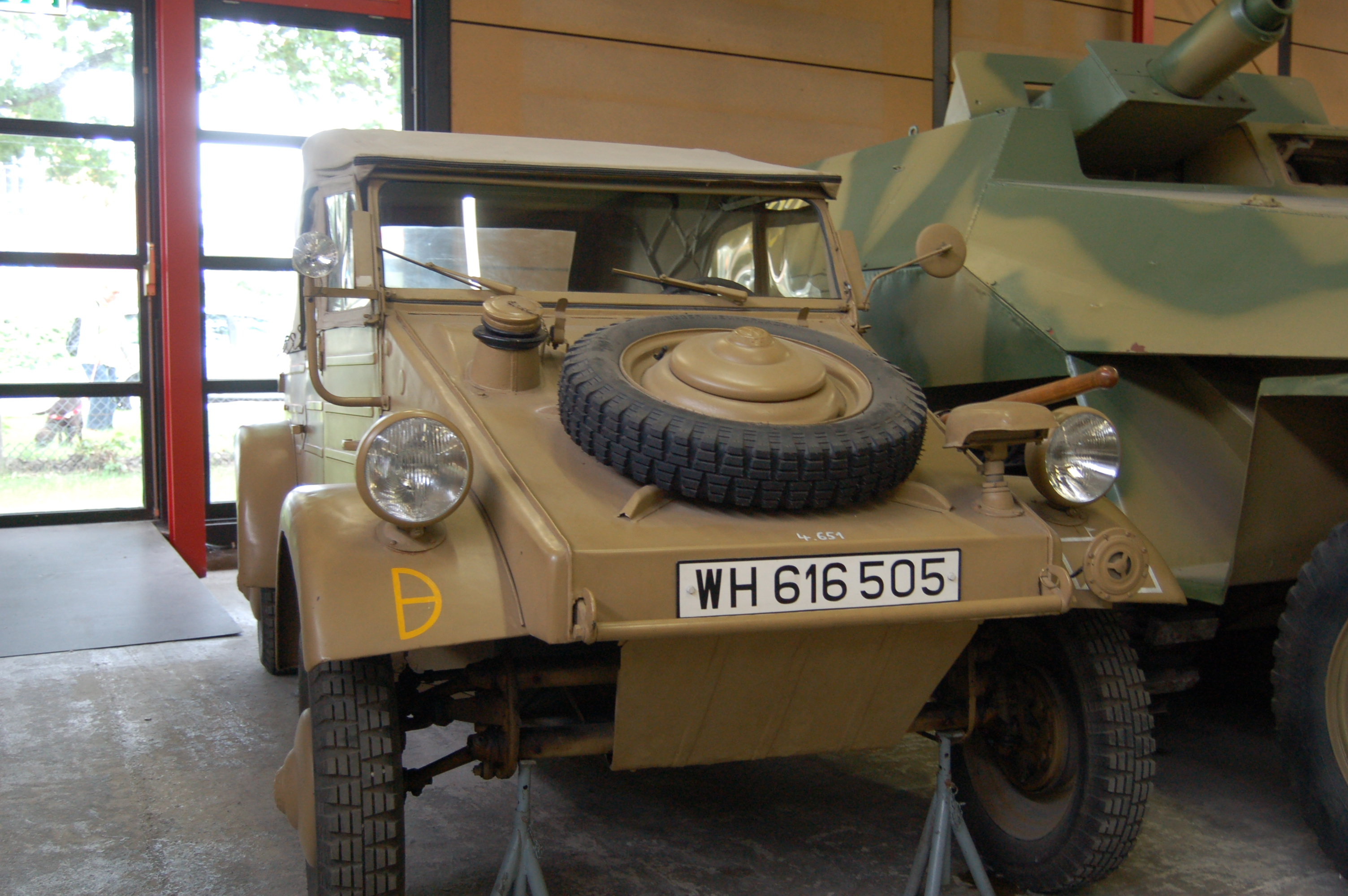
1940 - 1945 között katonai célokra készült a Volkswagen Typ 82

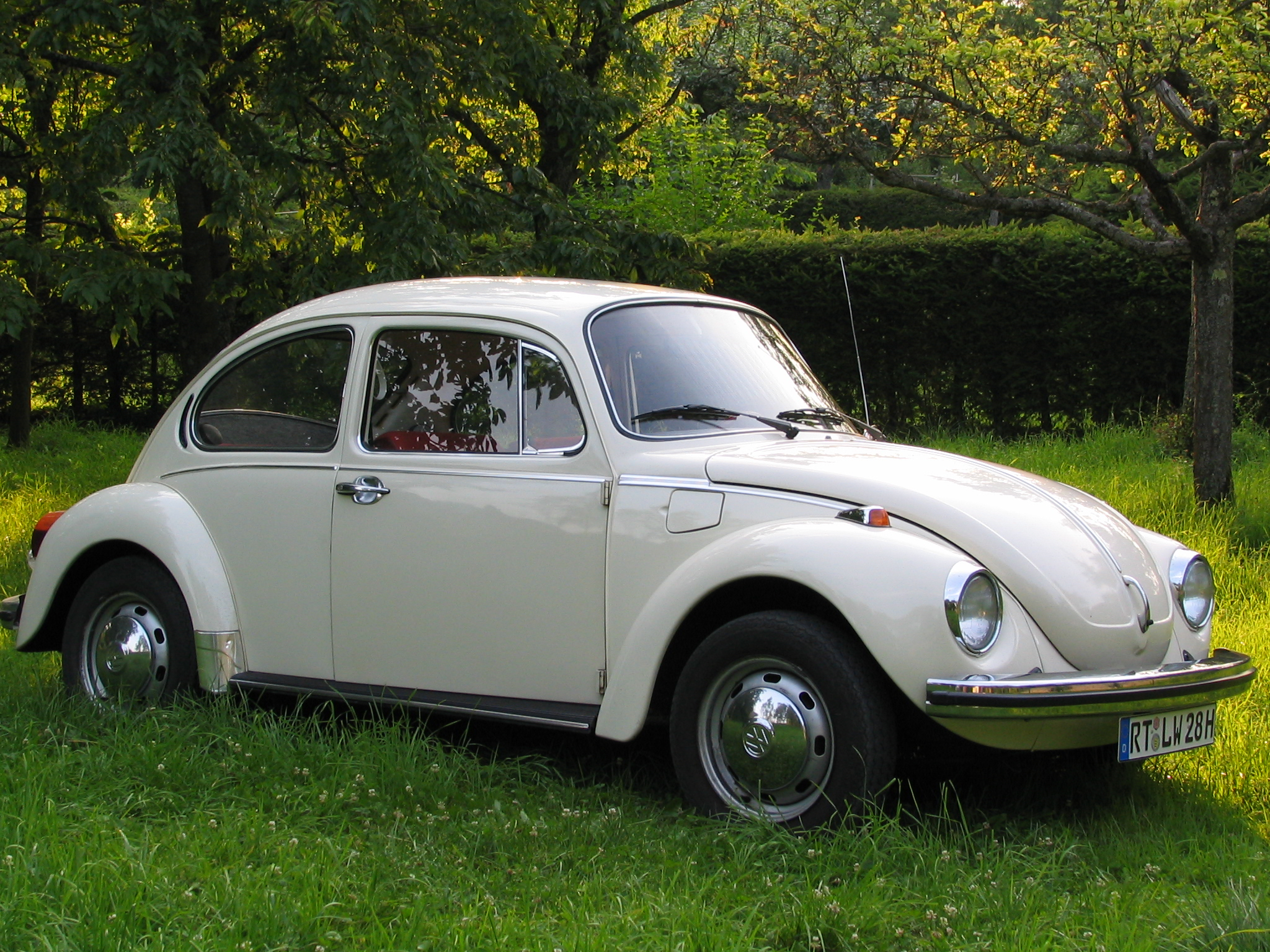
Fehér VW 1303 1974-ből
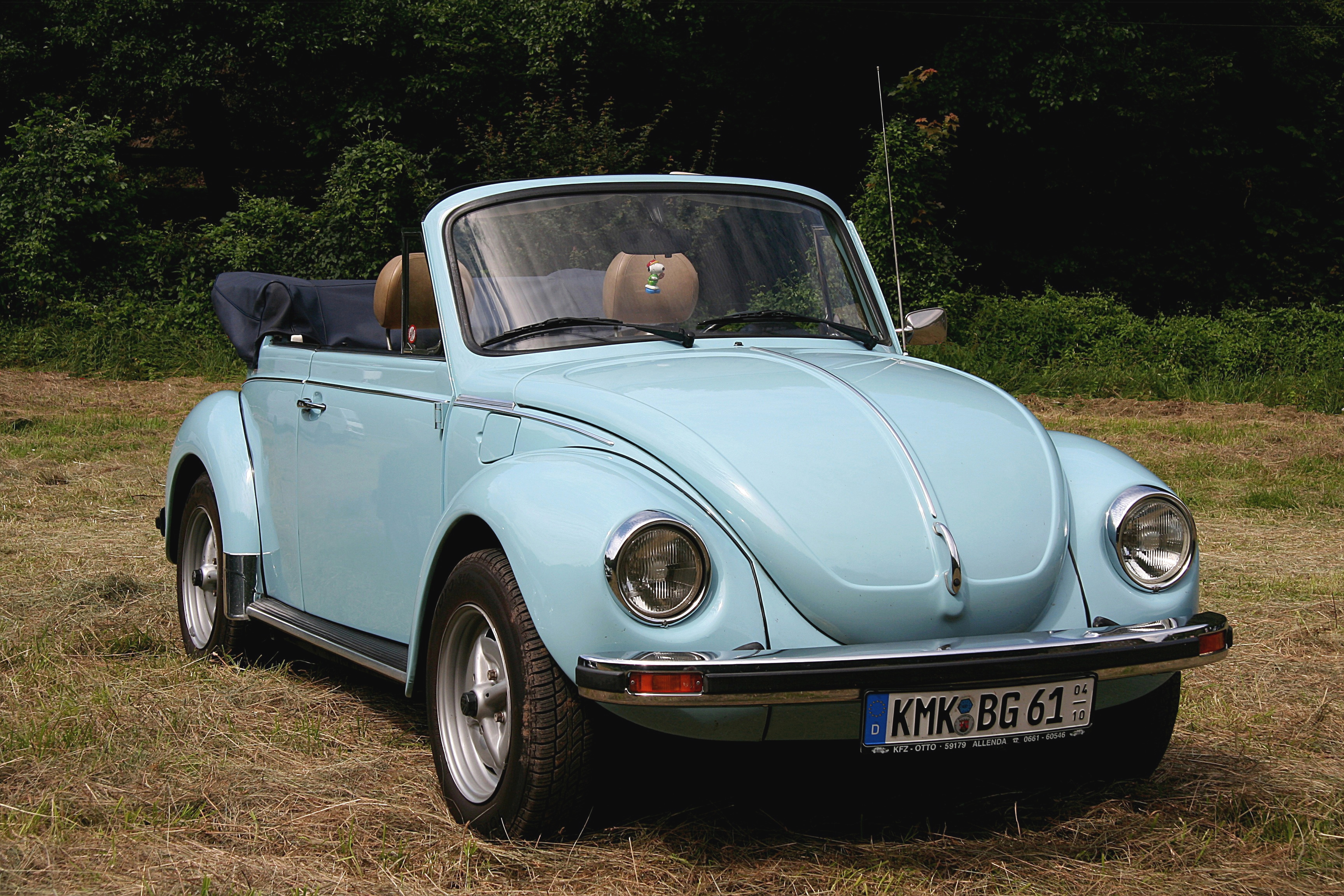
VW 1303 kabrió, 1974-től egészen 1980-ig gyártották
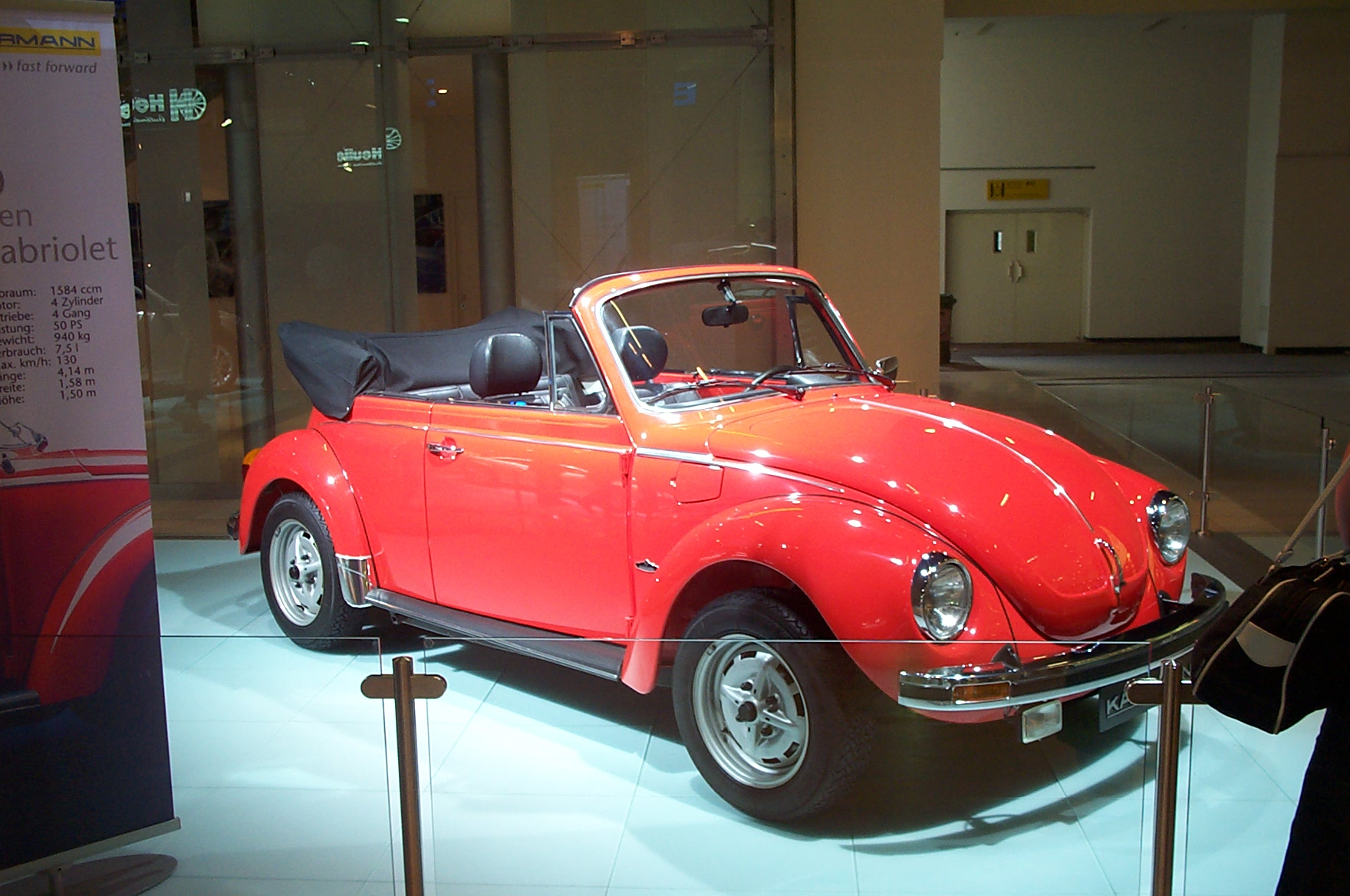
A legeslegutolsó német Bogár: VW 1303 kabrió 1980. január 10-ről

| GALÉRIA |
| --- |

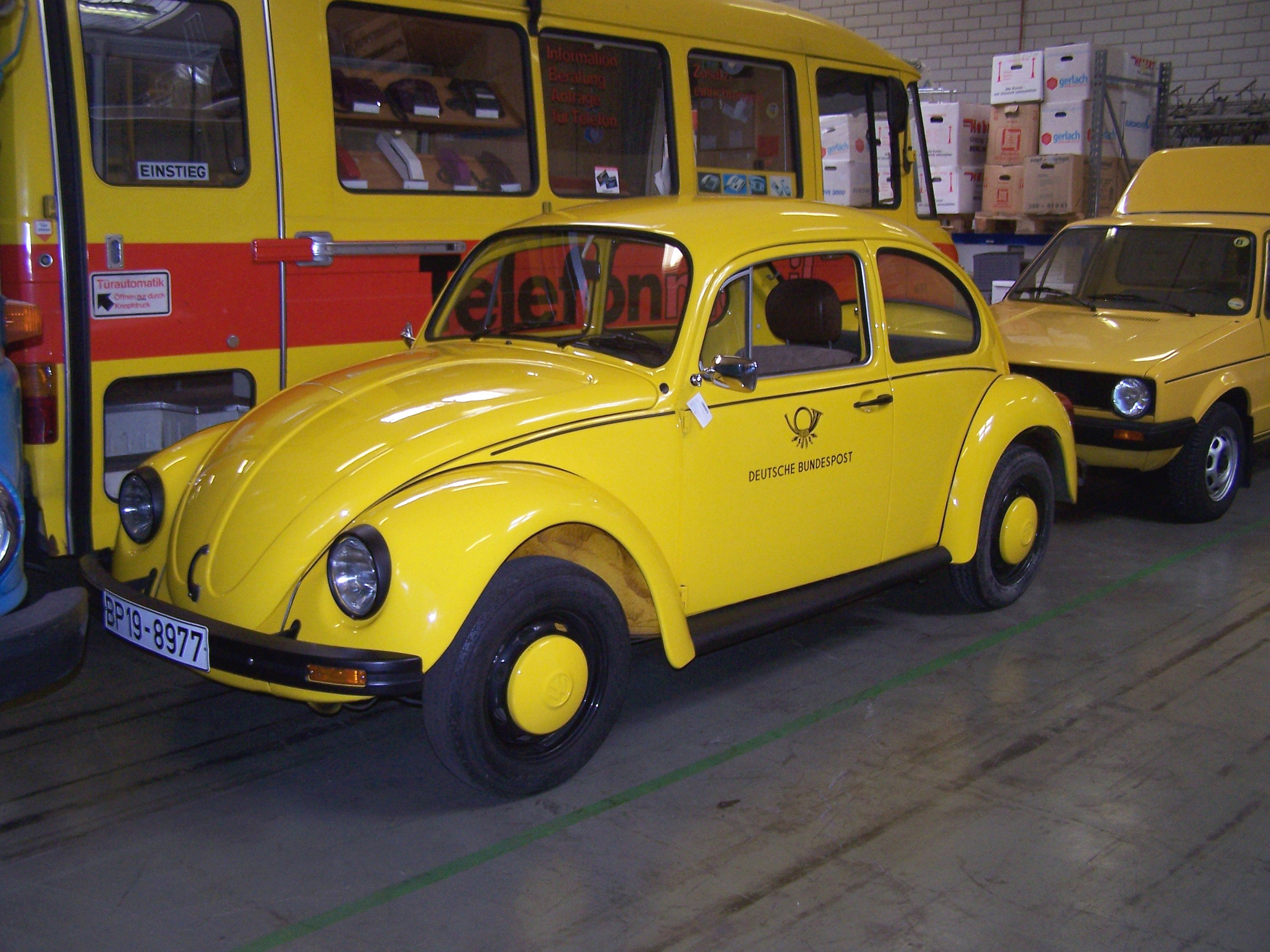
A német posta által használt Bogarak egyike
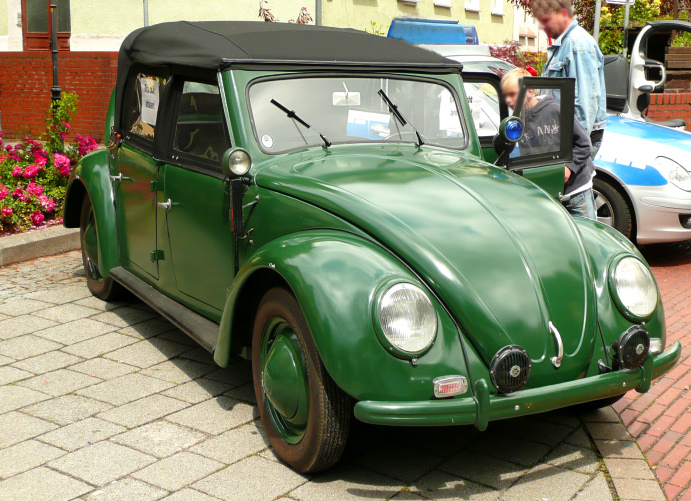
1950-es rendőrségi bogár
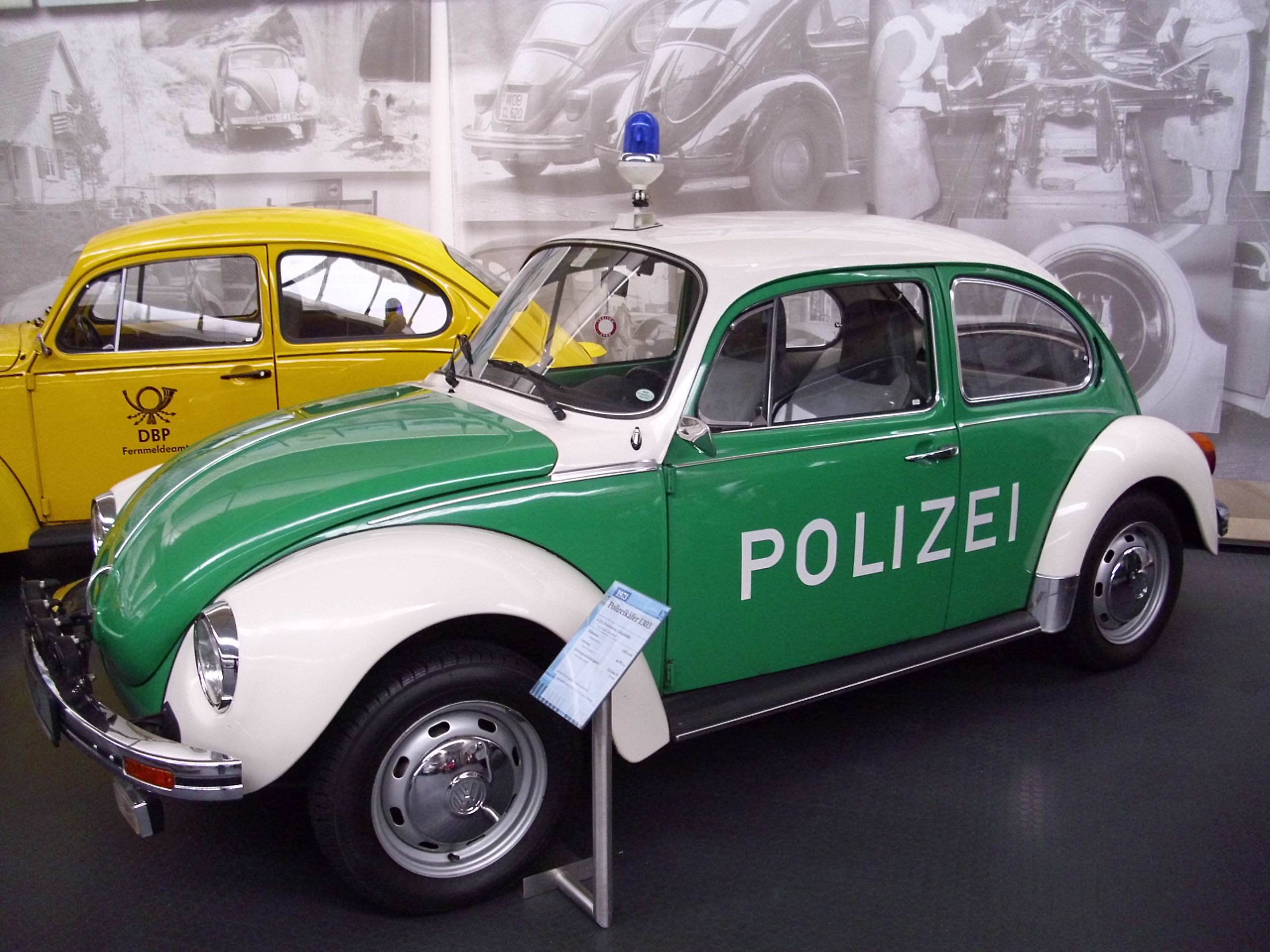
Az alsó-szászországi rendőrség egyik bogara (ma a VW múzeumban található)
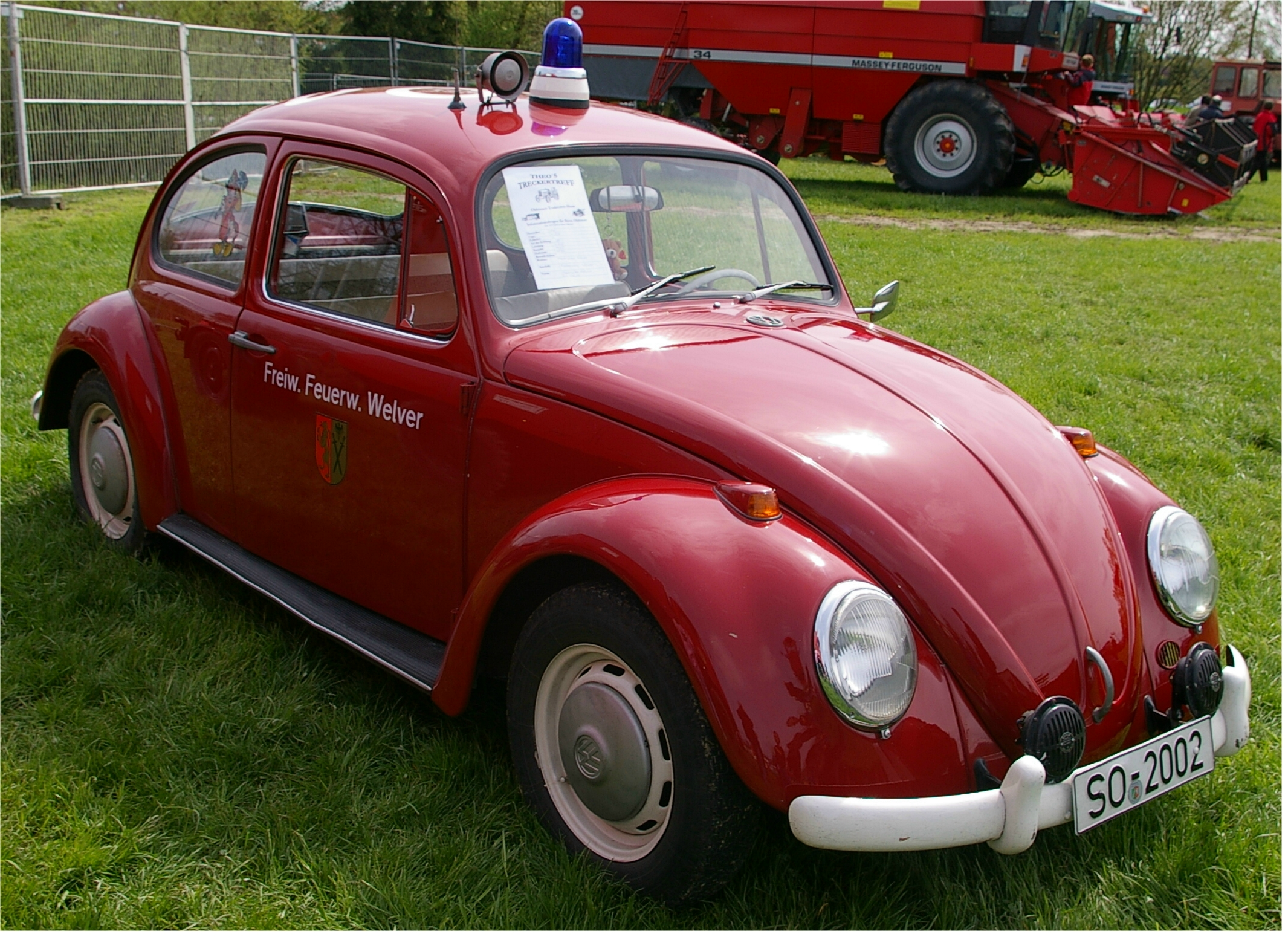
Német önkéntes tűzoltók által használt Bogár (VW 1200 A 1966-ból)
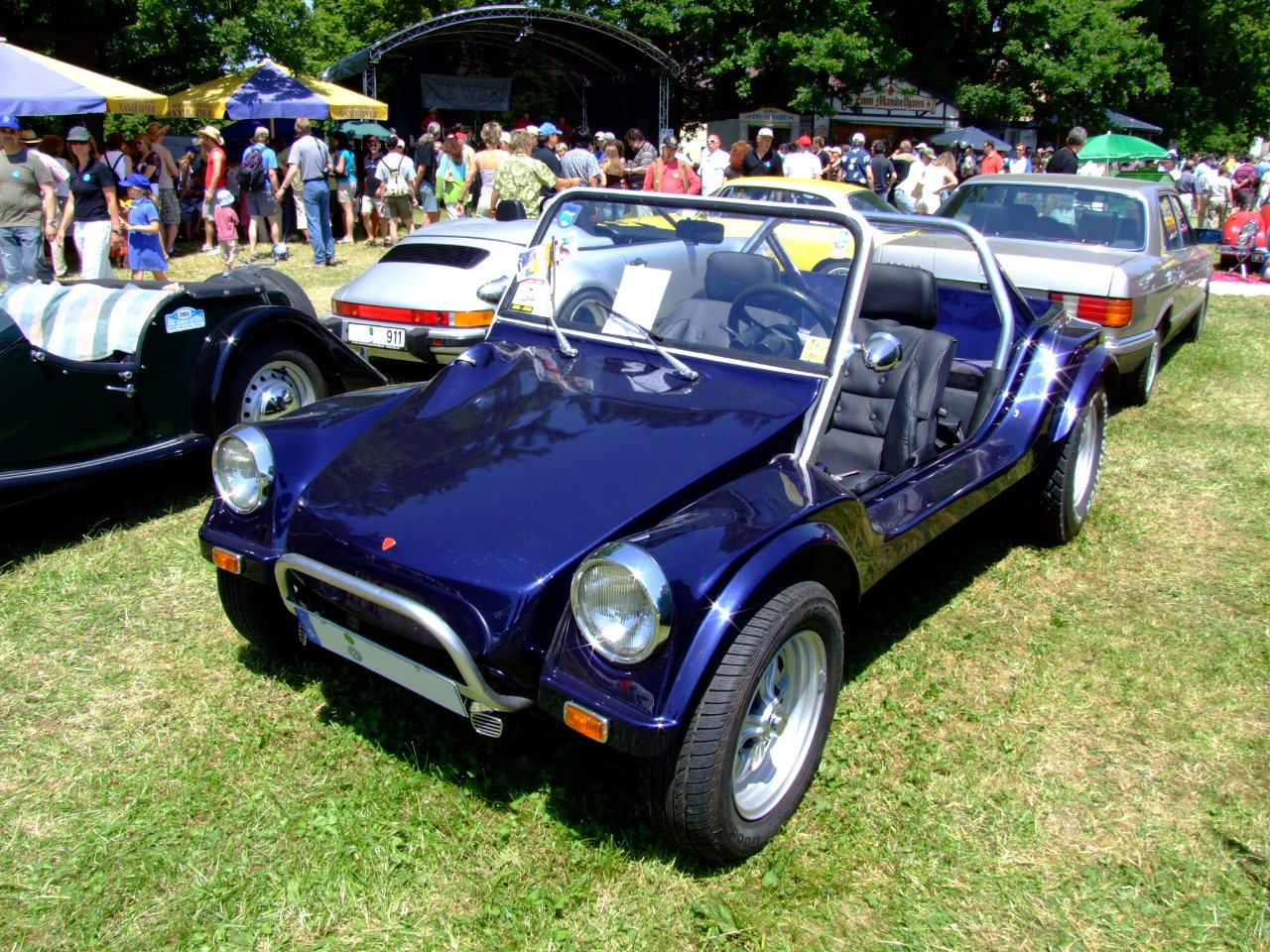
VW Buggy, egy 1969-es Bogár alapján
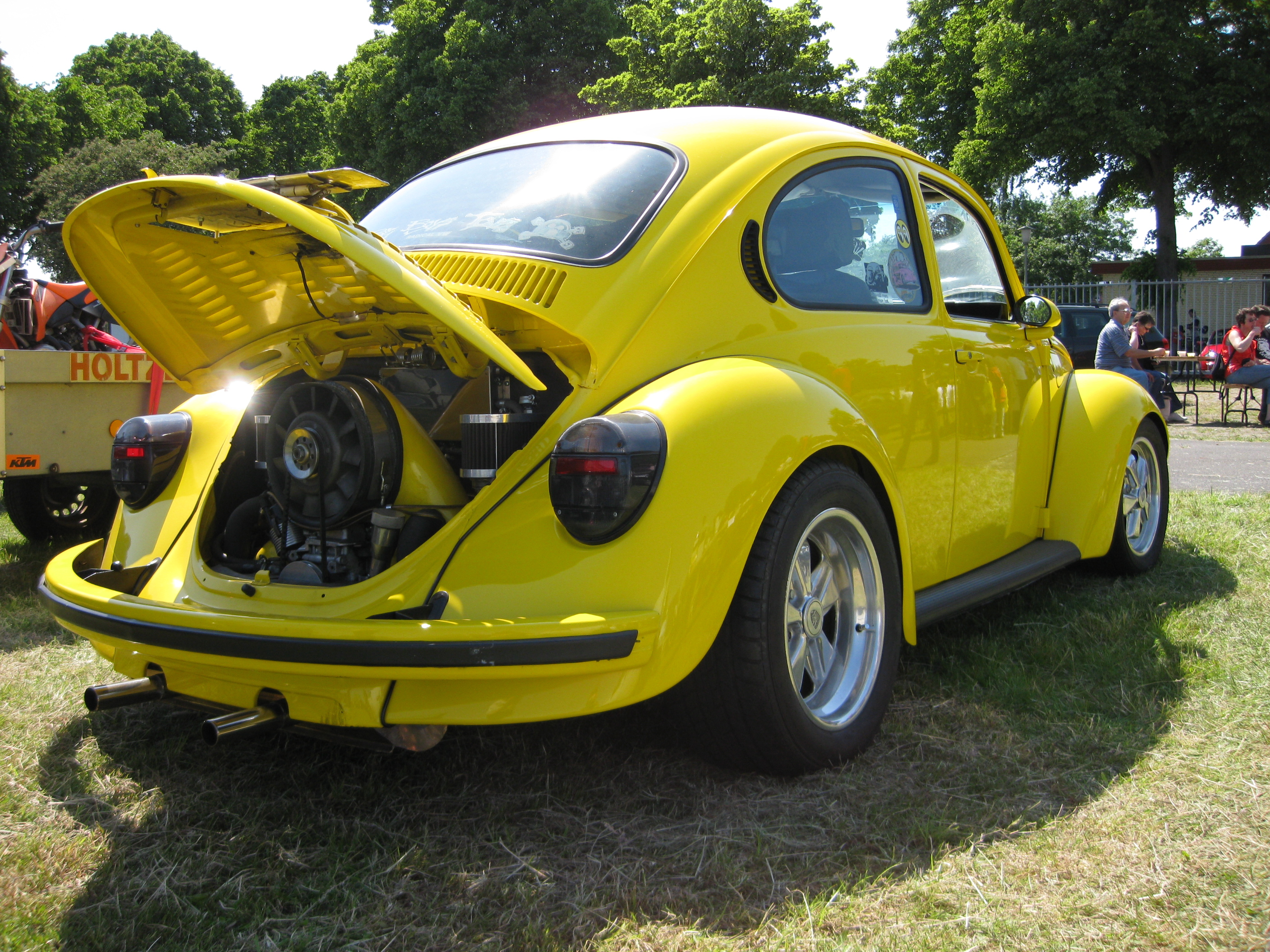
Tuningolt VW Bogár
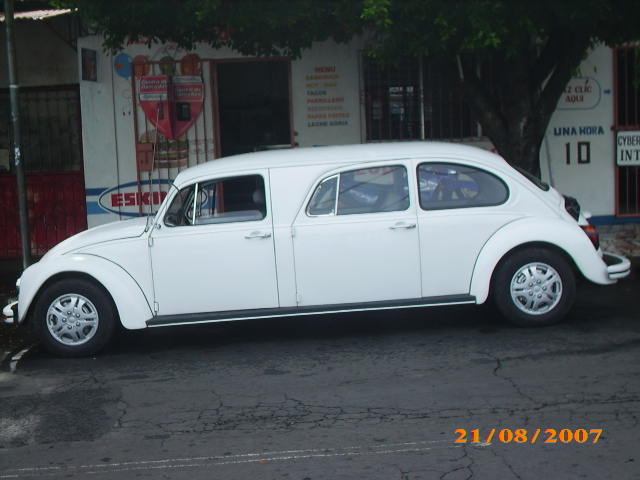
Nyújtott bogár négy ajtóval
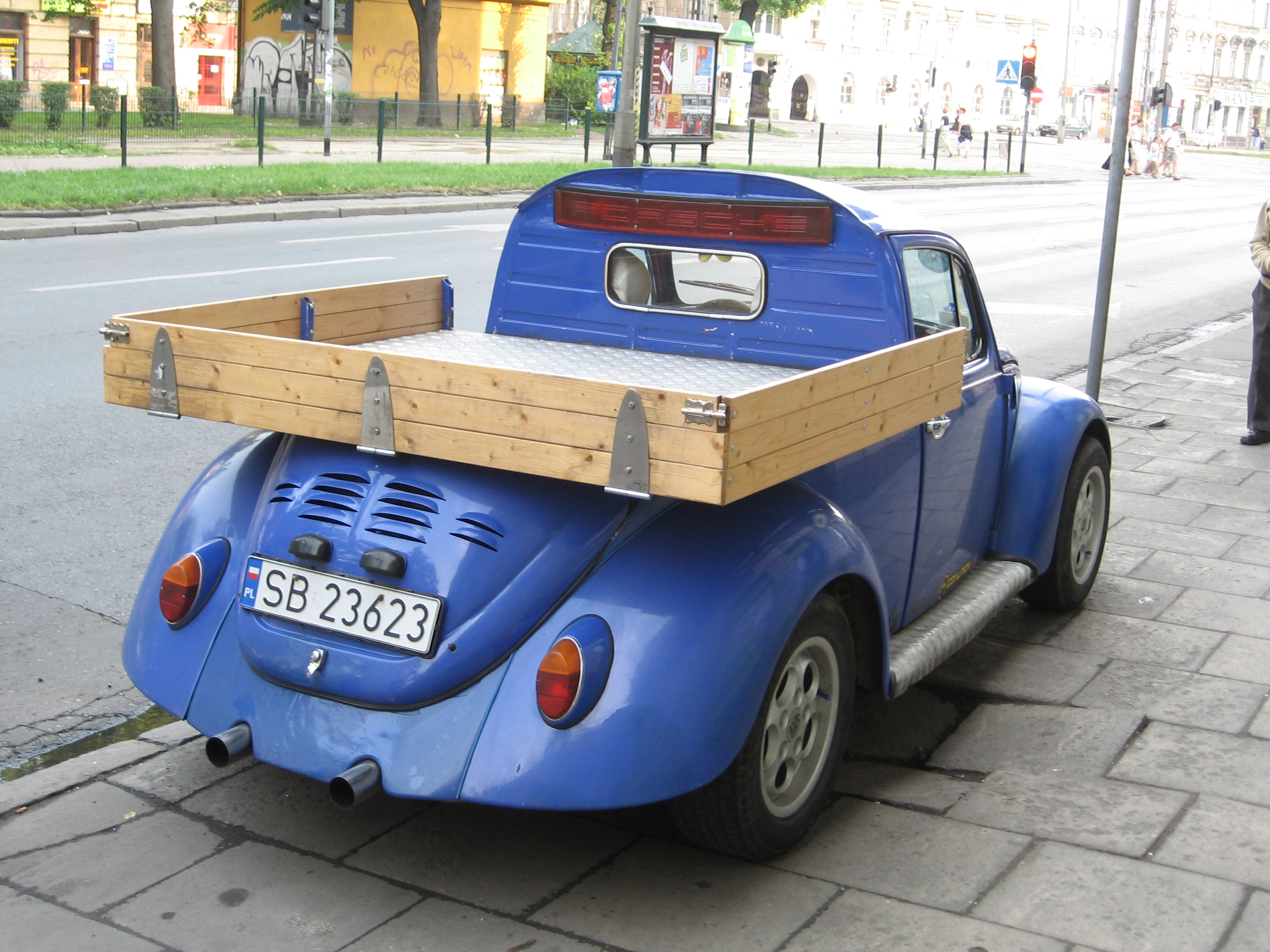
Platós bogár
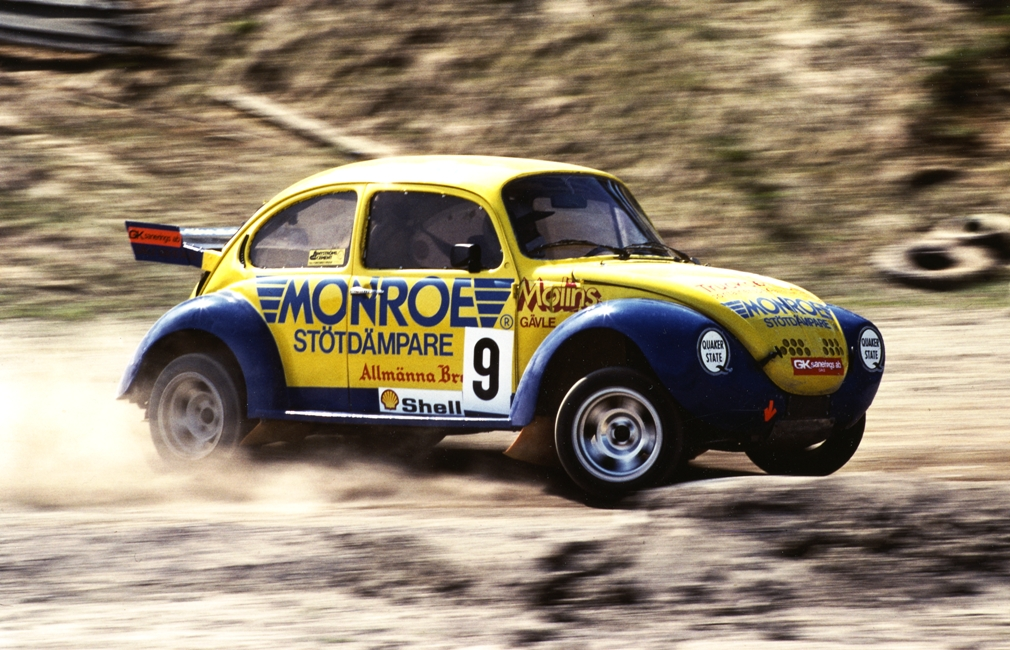
Mikael Nordström svéd ralipilóta 1985-ös, négykerékmeghajtású, 500 LE-s Bogara
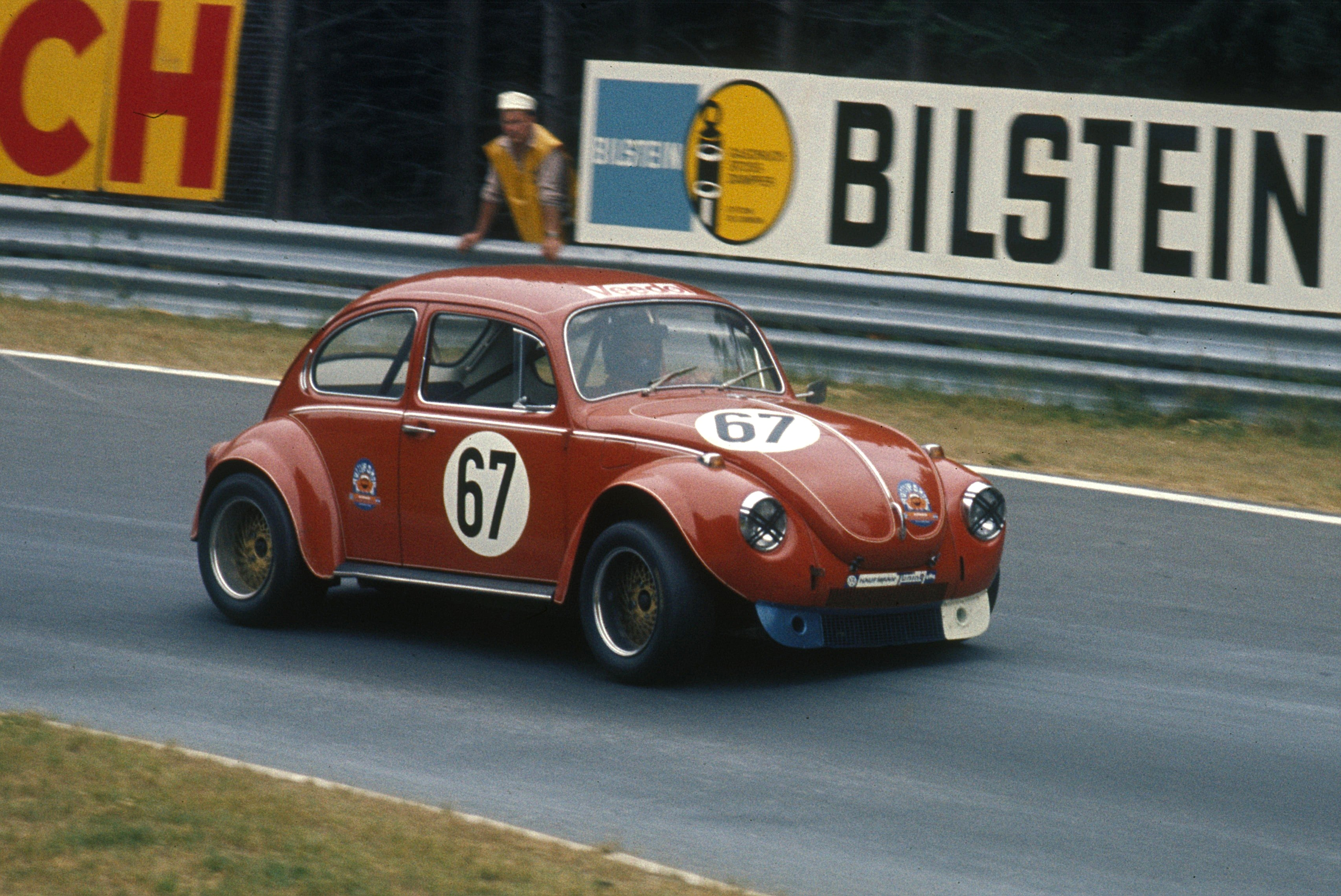
Dieter Götting által épített VW 1302 (158 LE) 1973-ban a Nürburgringen

| Az ősök - A KdF-Wagenek elődje: Porsche Typ 60 Prototyp V3 - A Zündapp-Volkswagen, Porsche Typ 12 (1932) - A Wehrmacht négykerékmeghajtású Type 82 járműve, az Afrikakorps rejtőszínében - A Volkswagen Type 64 versenyautó, a képen 1981-ben a Berlin-Róma versenyen - 1939-es VW Steyr, állítólag az egyetlen megmaradt példány a világon - Ferdinand Porsche és Heinrich George 1939. január 28-án a német sajtó bálján átadják az első díjat, egy Bogarat - 1940 - 1945 között katonai célokra készült a Volkswagen Typ 82 Klasszikus Bogarak - 1949-es kabrió - VW Standard, 1950-ből (Osztott hátsó ablakos vagy perecablakos) - Ugyanaz hátulról - Exportváltozat 1951-ből - Oválablakos VW Bogár elölről... - ...és hátulról - Az egymilliomodik VW Bogár 1955. augusztus 5-én készült el - Egy 1959-ben készült VW 1200 Bogár motorja, teljesítménye (30LE) - 1960-as kabrió Bogár - Az 1960-as Bogár jelvénye - VW 1300 (1966) - VW 1300 (1967-es modell, 1966 szeptemberétől 1967 augusztusáig gyártották) - VW 1300 (1967) - VW 1300 (1967 szeptemberétől 1970augusztusáig gyártották) - VW 1300 - "Kansasbézs" színű VW 1302S Bogár, a lökhárító alatt a légkondicionáló beömlőnyílásai láthatók - VW 1302 kabrió, ATS könnyűfémfelnikkel - 1972-es VW 1303 kabrió Az utolsó német bogarak - Fehér VW 1303 1974-ből - VW 1303 kabrió, 1974-től egészen 1980-ig gyártották - A legeslegutolsó német Bogár: VW 1303 kabrió 1980. január 10-ről Licencben gyártott Bogarak - 1984-es Sunny Bug különkiadás (csak 1800 db készült) - 1984-es mexikói gyártású Bogár, a különleges "Samtrote" fényezéssel - Bogártaxi Mexikóváros utcáin - VW 1600i Harlekin - Brazíliában gyártott Bogár (Fusca), az 1963-as modellév kivitelében Különleges bogarak - A német posta által használt Bogarak egyike - 1950-es rendőrségi bogár - Az alsó-szászországi rendőrség egyik bogara (ma a VW múzeumban található) - Német önkéntes tűzoltók által használt Bogár (VW 1200 A 1966-ból) - VW Buggy, egy 1969-es Bogár alapján - Tuningolt VW Bogár - Nyújtott bogár négy ajtóval - Platós bogár - Mikael Nordström svéd ralipilóta 1985-ös, négykerékmeghajtású, 500 LE-s Bogara - Dieter Götting által épített VW 1302 (158 LE) 1973-ban a Nürburgringen Bogarak a művészetben - Vincent van Gogh stílusában készült Bogár-festmény (Heikenwaelder Hugo alkotása) - Virágokkal borított Bogár a Jardin botanique de Montréal kiállításán - A "Kicsi kocsi..." filmekből ismerős Herbie - Kézzel festett hippi-Bogár 1974-ből |

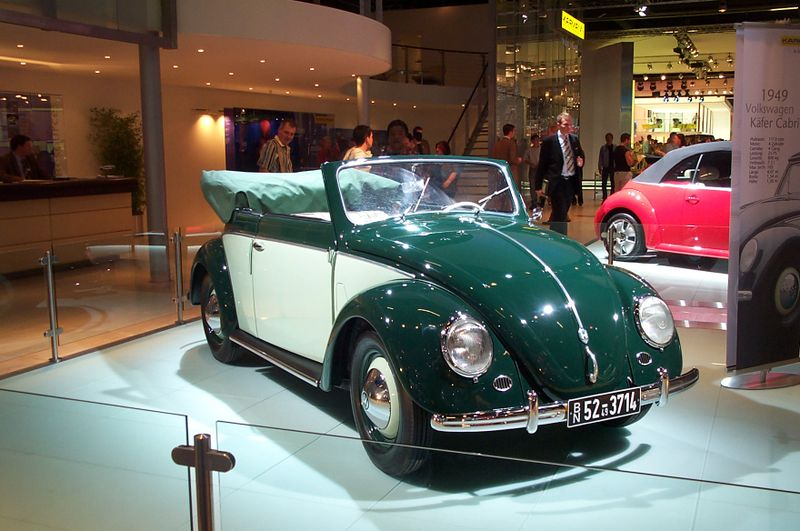
1949-es kabrió
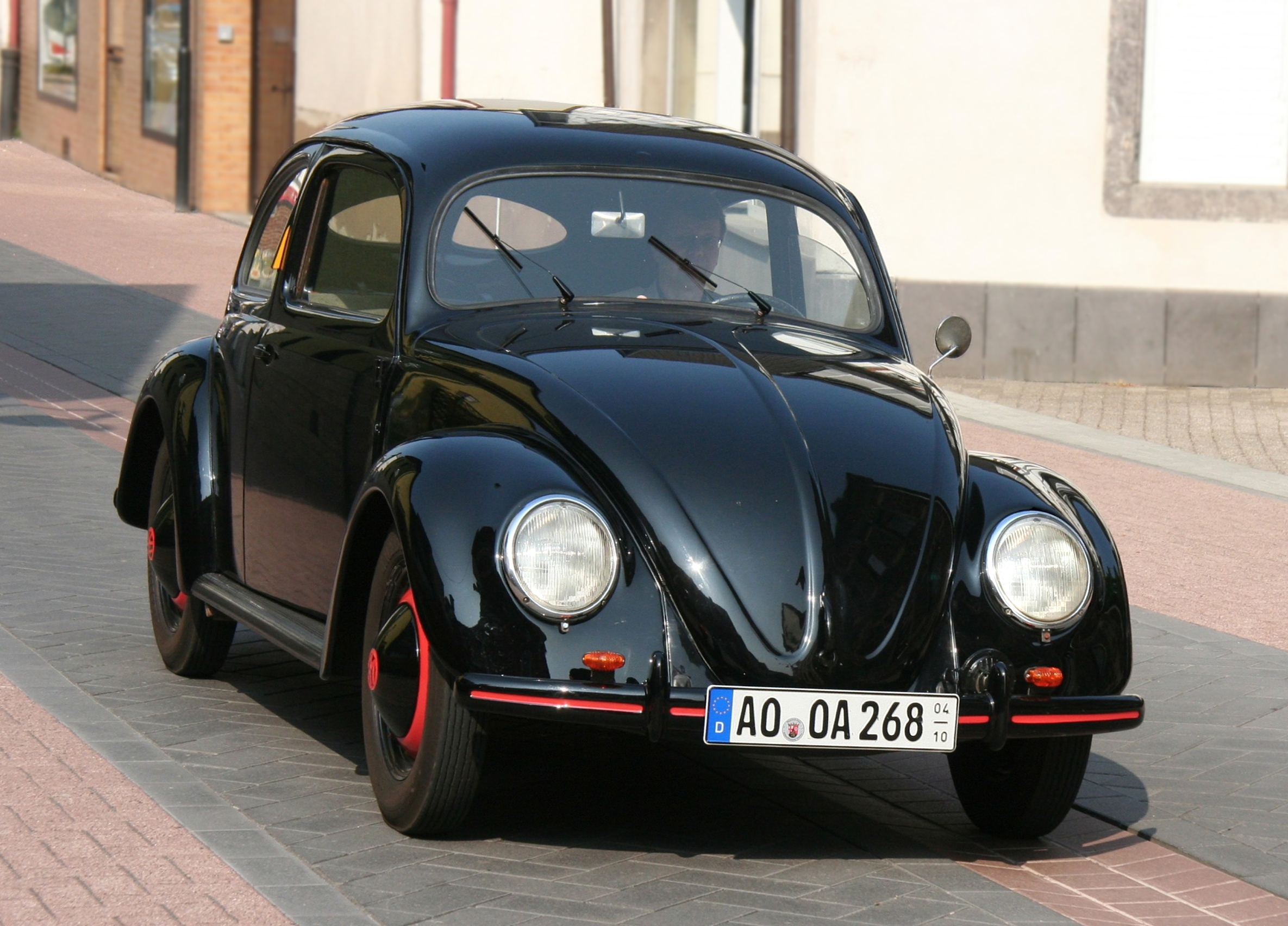
VW Standard, 1950-ből (Osztott hátsó ablakos vagy perecablakos)
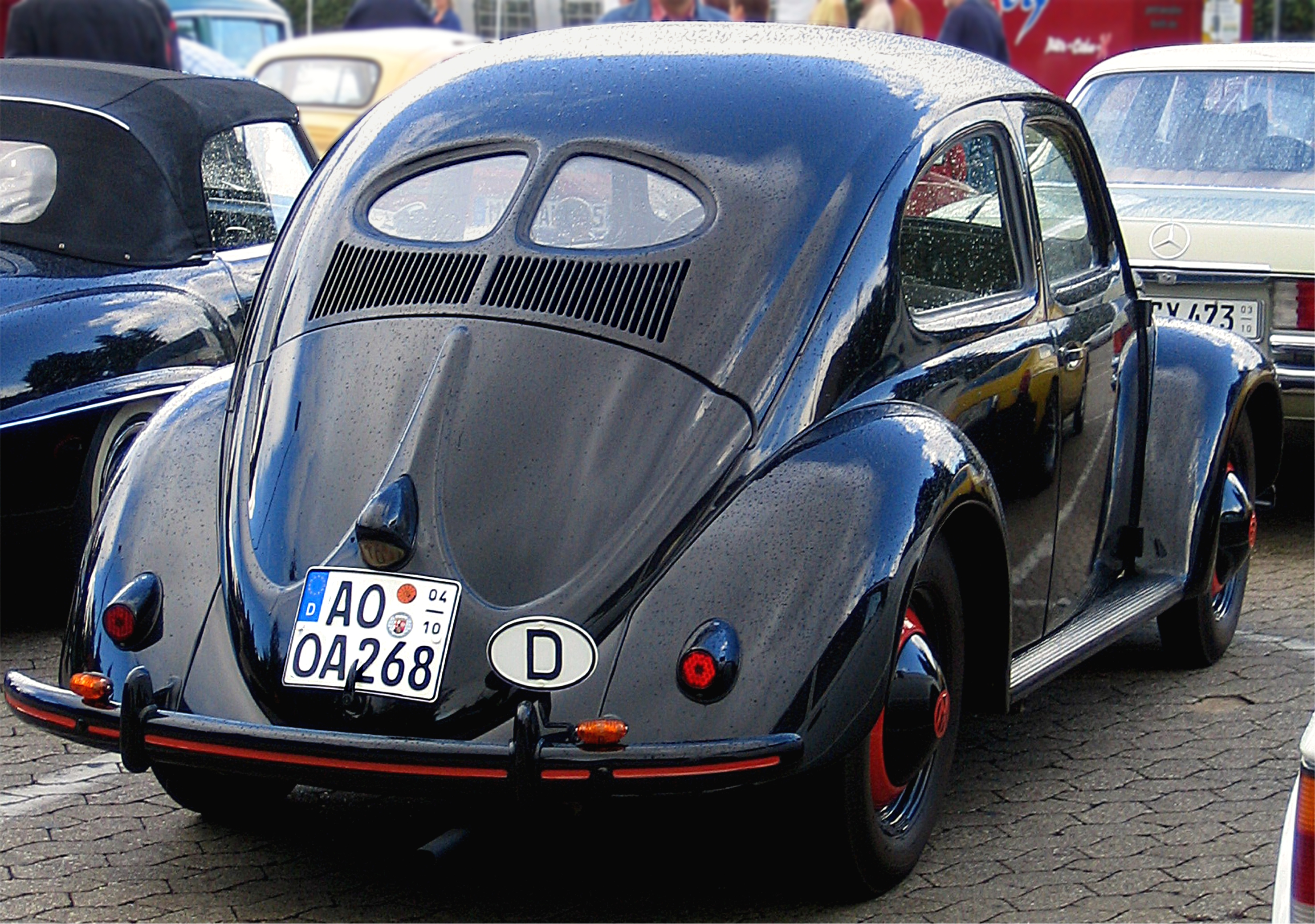
Ugyanaz hátulról
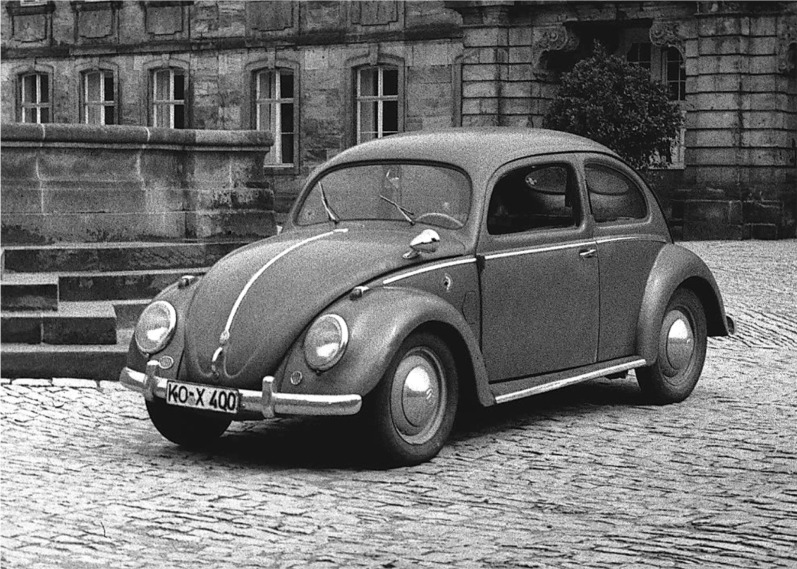
Exportváltozat 1951-ből
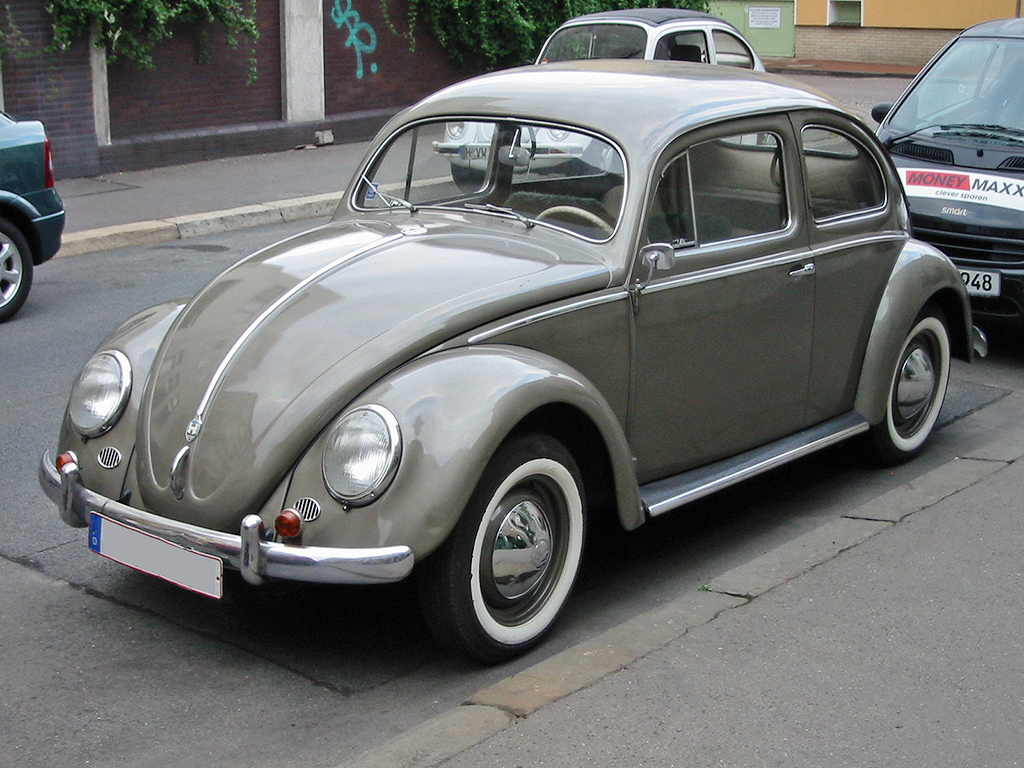
Oválablakos VW Bogár elölről...
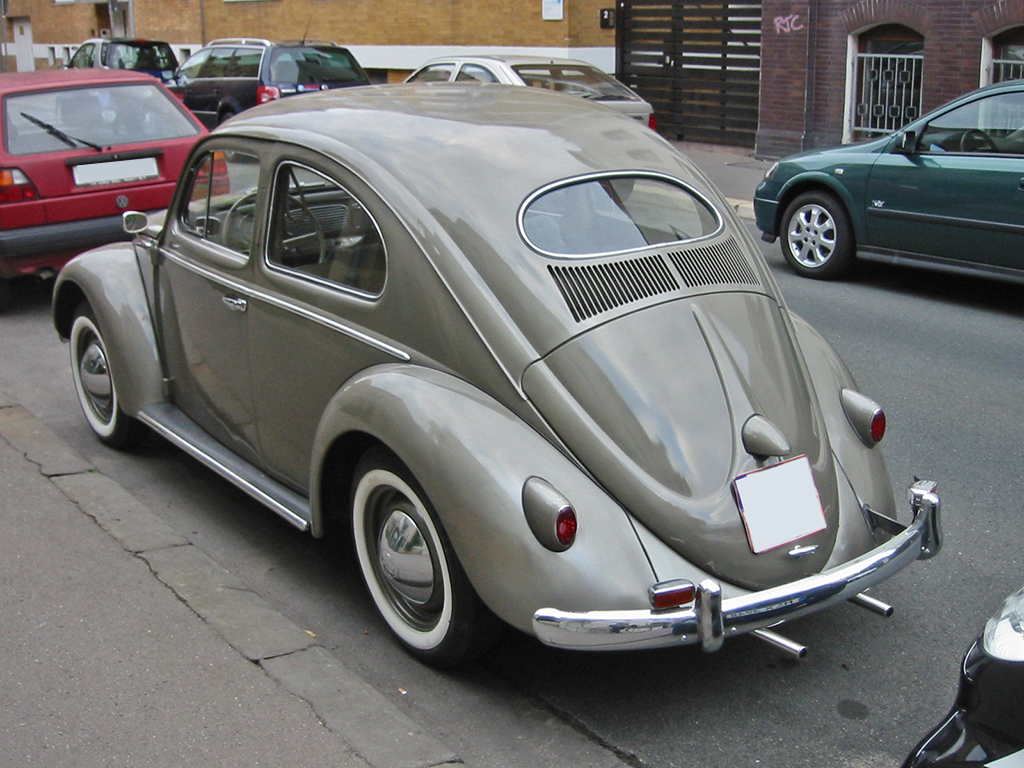
...és hátulról
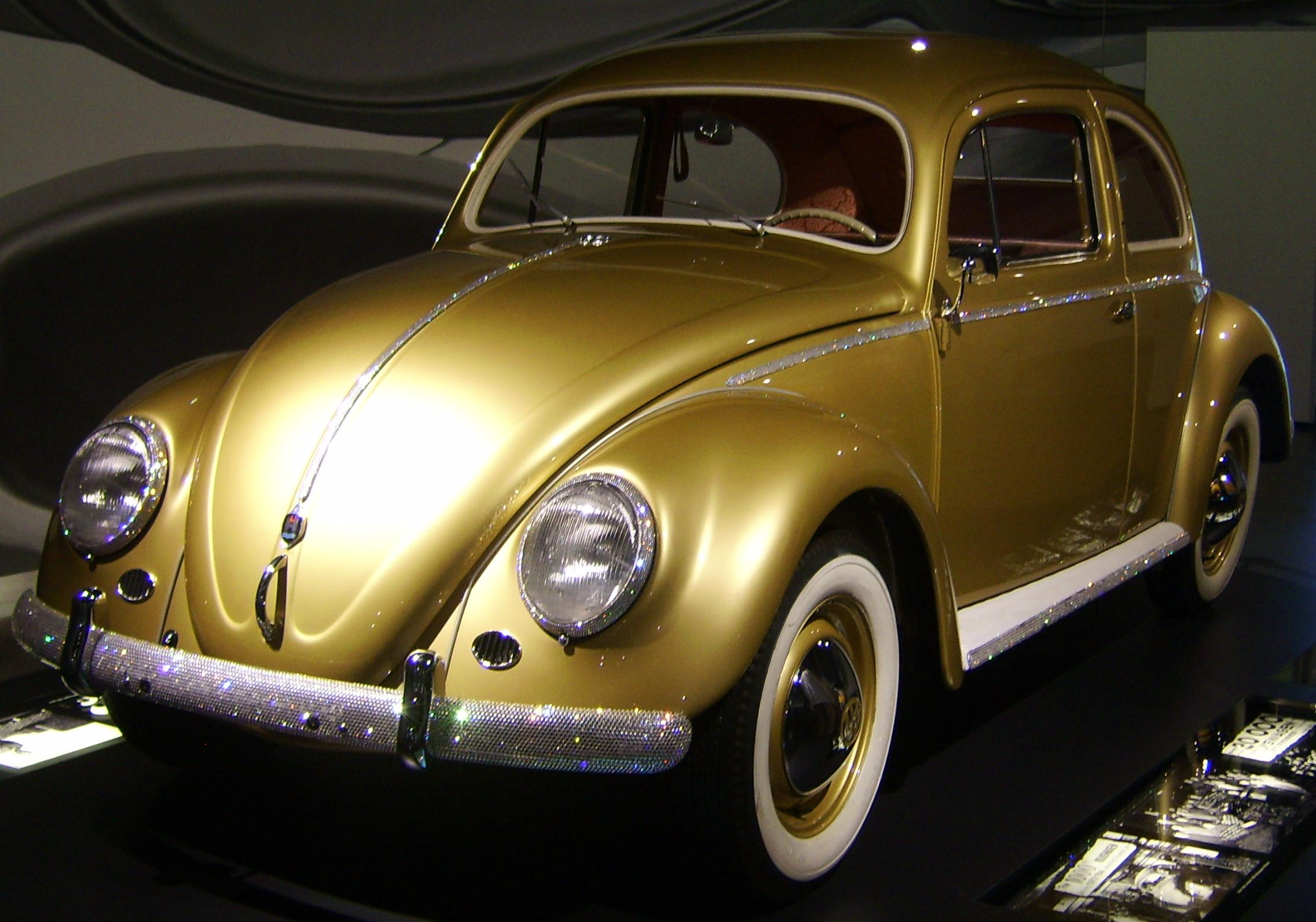
Az egymilliomodik VW Bogár 1955. augusztus 5-én készült el
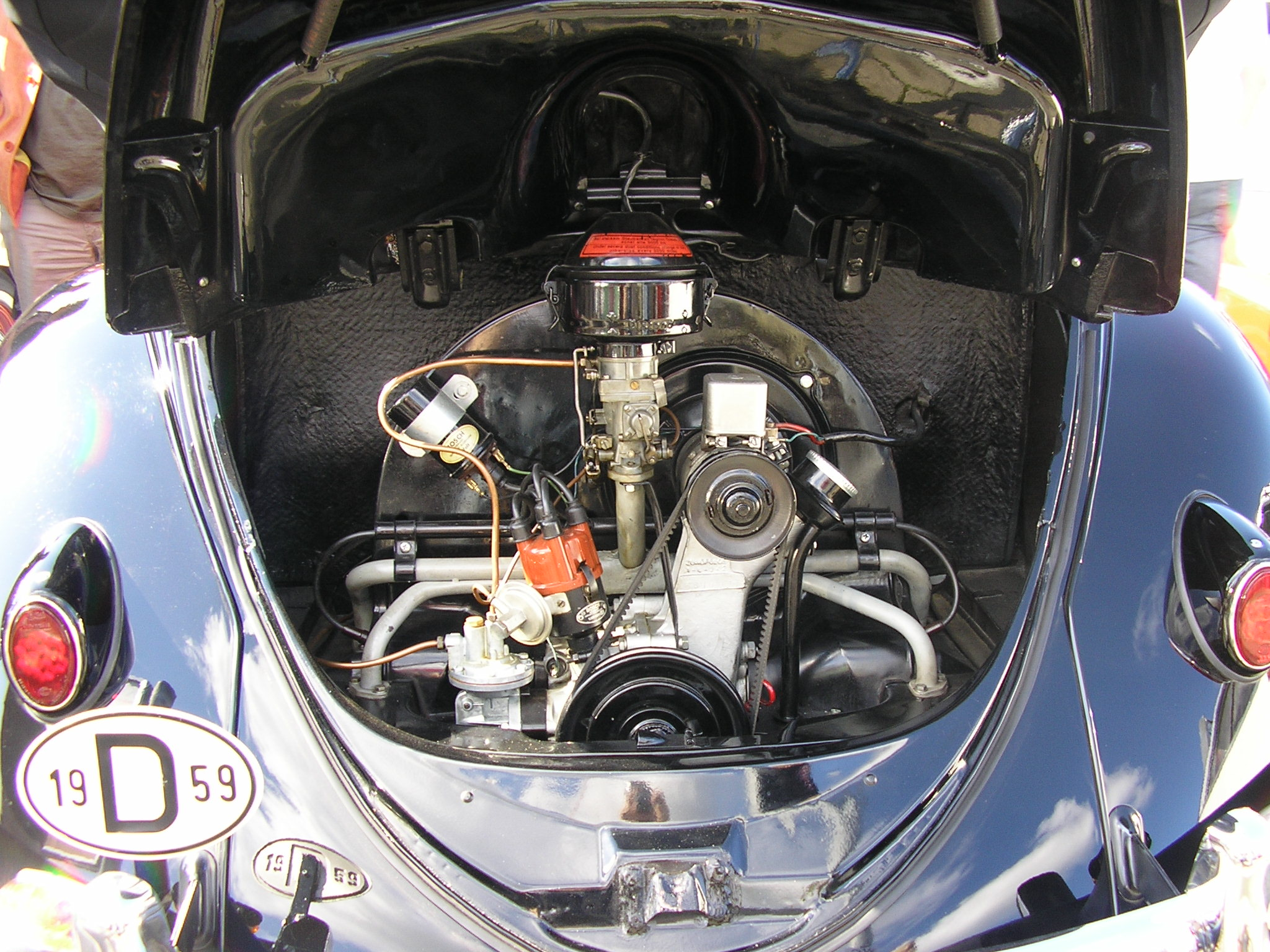
Egy 1959-ben készült VW 1200 Bogár motorja, teljesítménye (30LE)
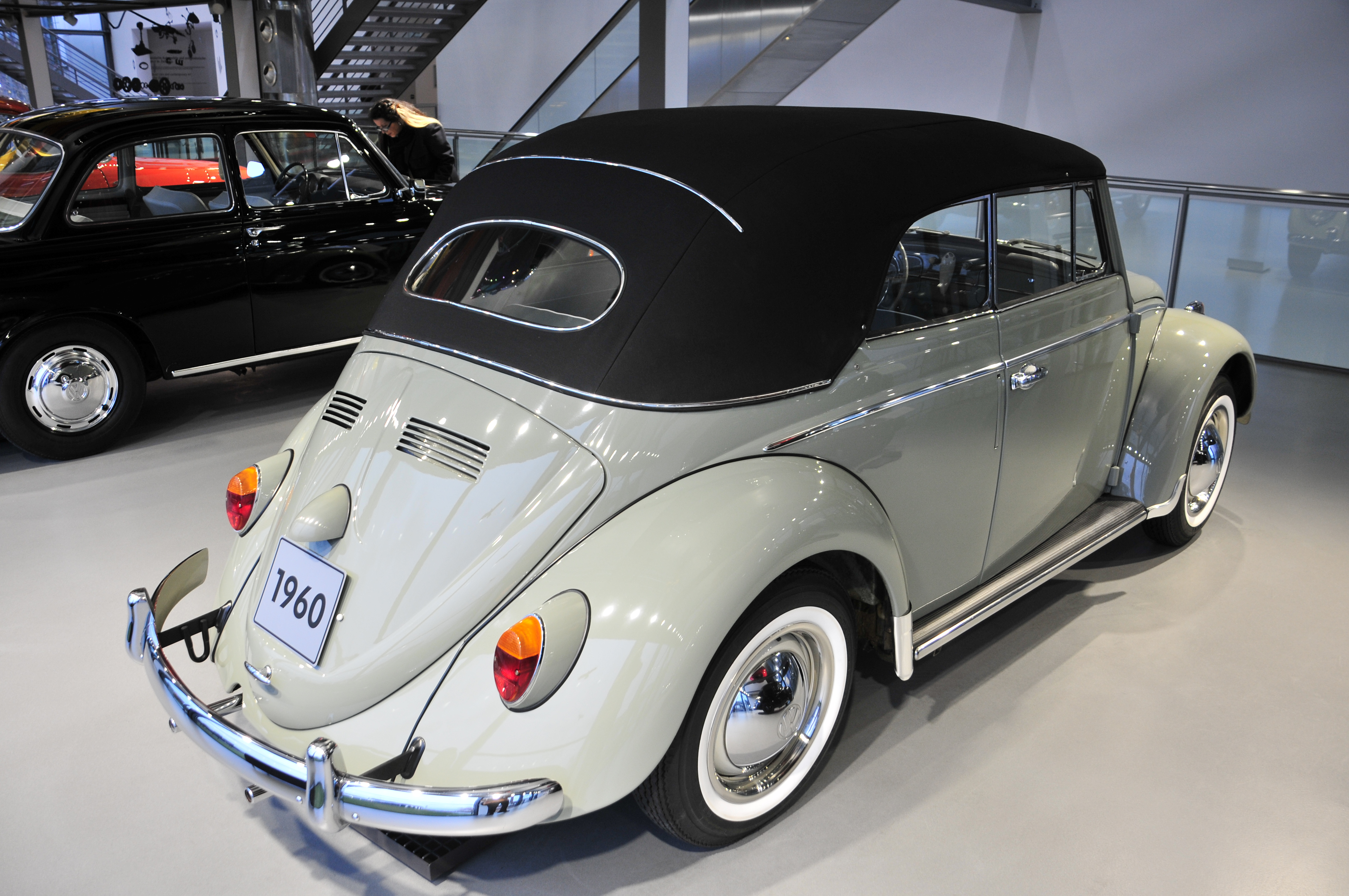
1960-as kabrió Bogár
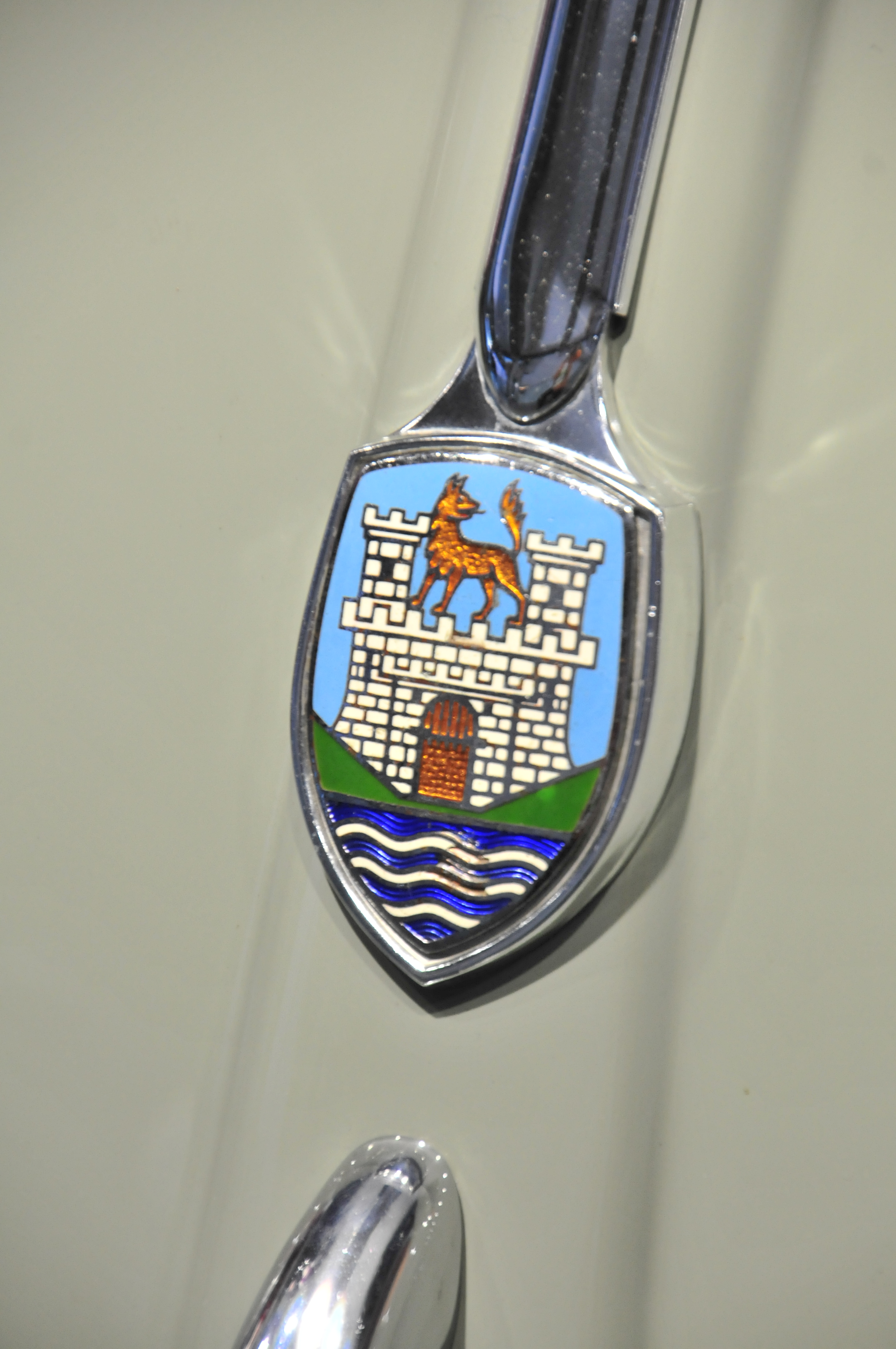
Az 1960-as Bogár jelvénye
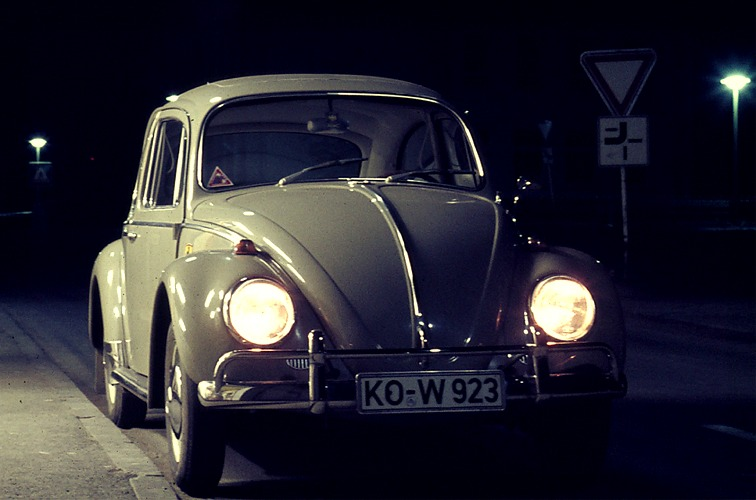
VW 1300 (1966)
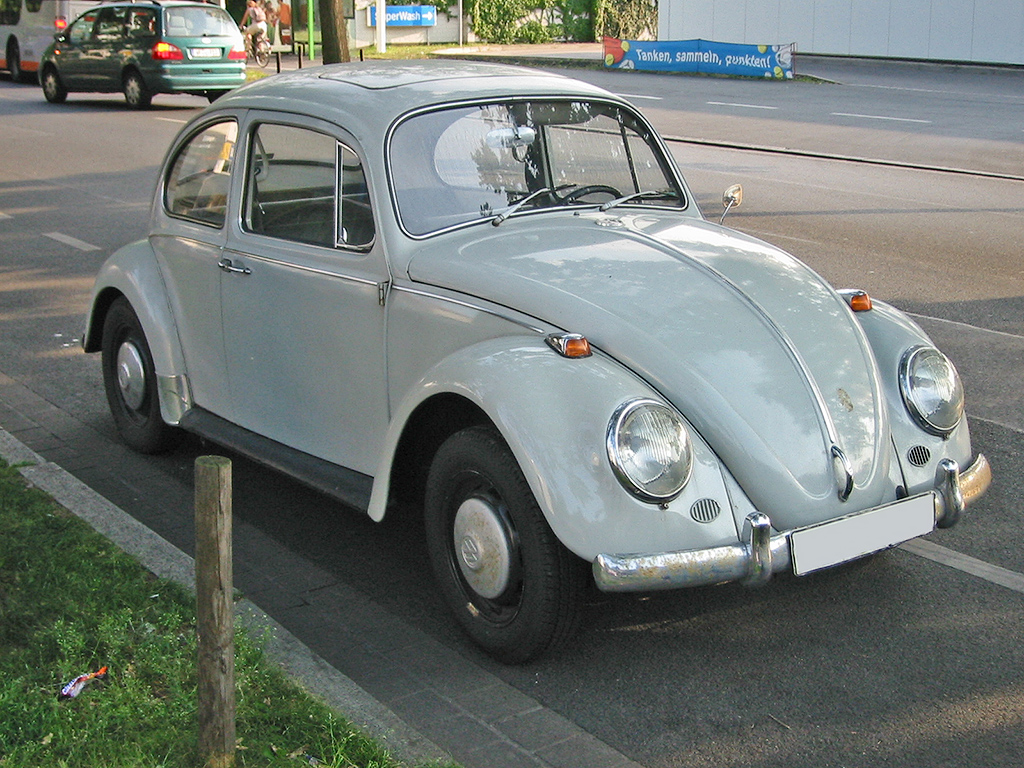
VW 1300 (1967-es modell, 1966 szeptemberétől 1967 augusztusáig gyártották)
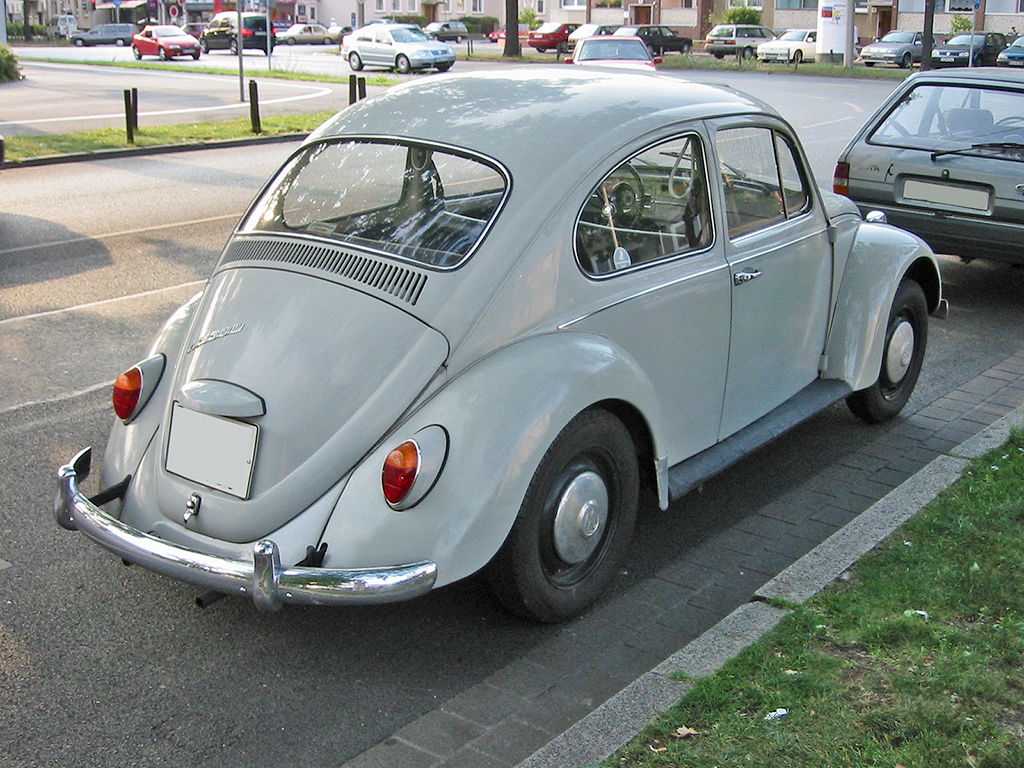
VW 1300 (1967)
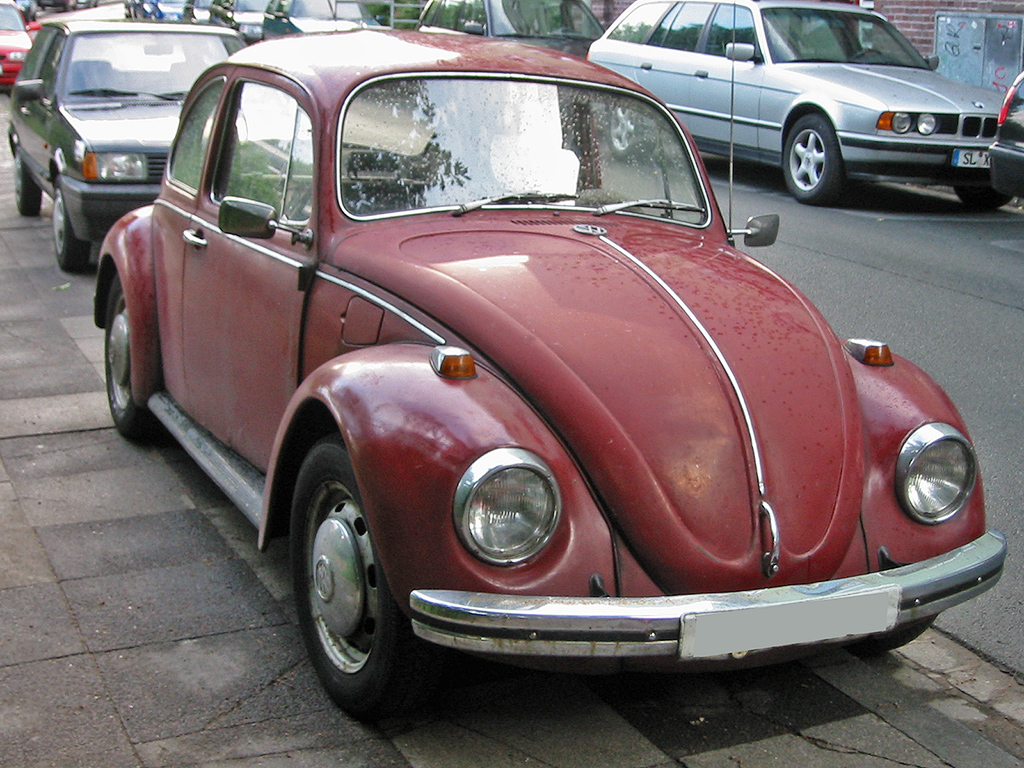
VW 1300 (1967 szeptemberétől 1970augusztusáig gyártották)
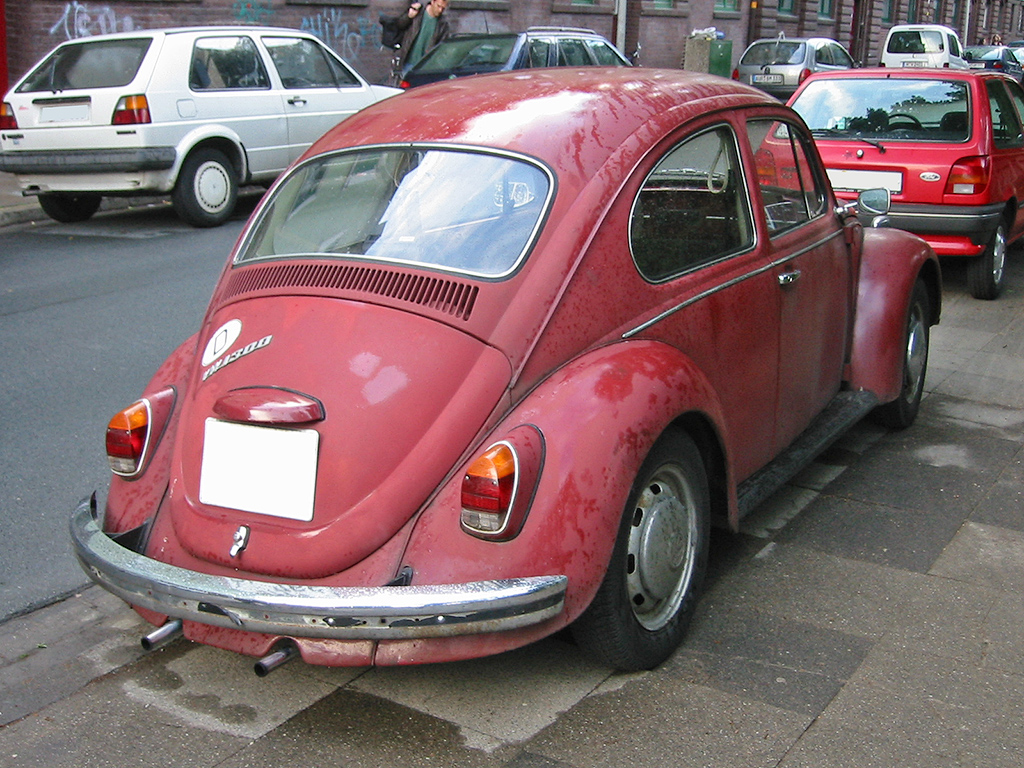
VW 1300
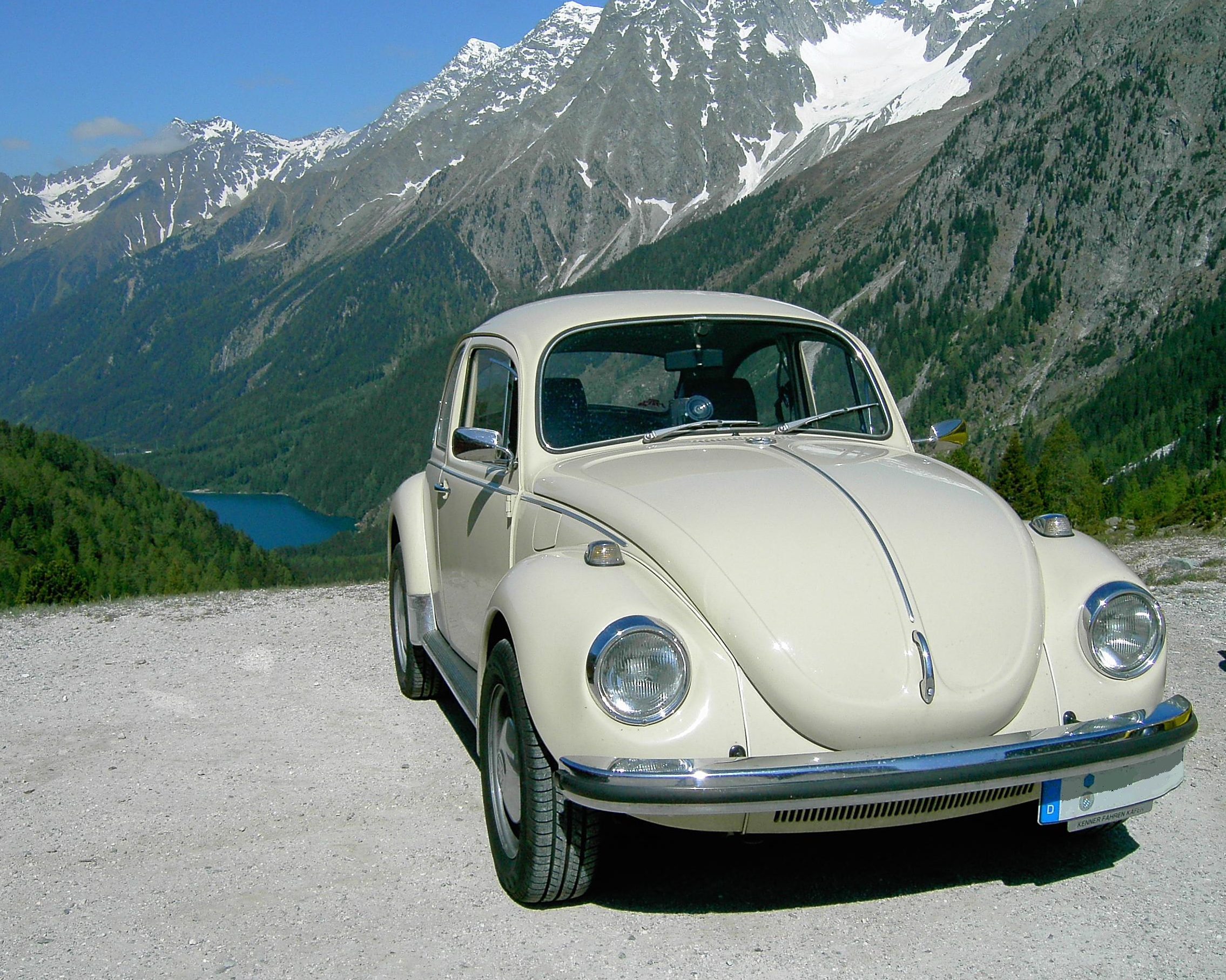
"Kansasbézs" színű VW 1302S Bogár, a lökhárító alatt a légkondicionáló beömlőnyílásai láthatók
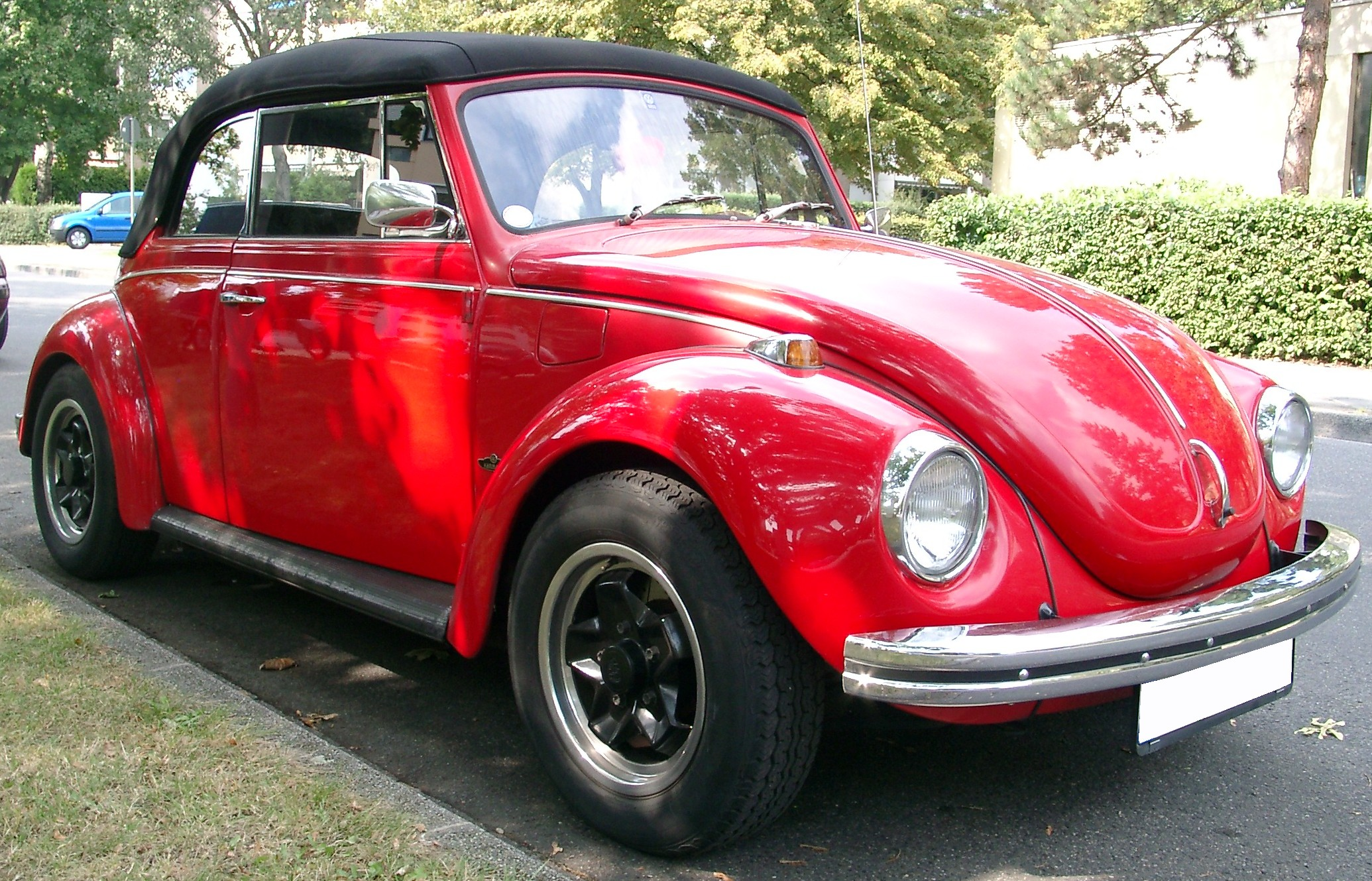
VW 1302 kabrió, ATS könnyűfémfelnikkel
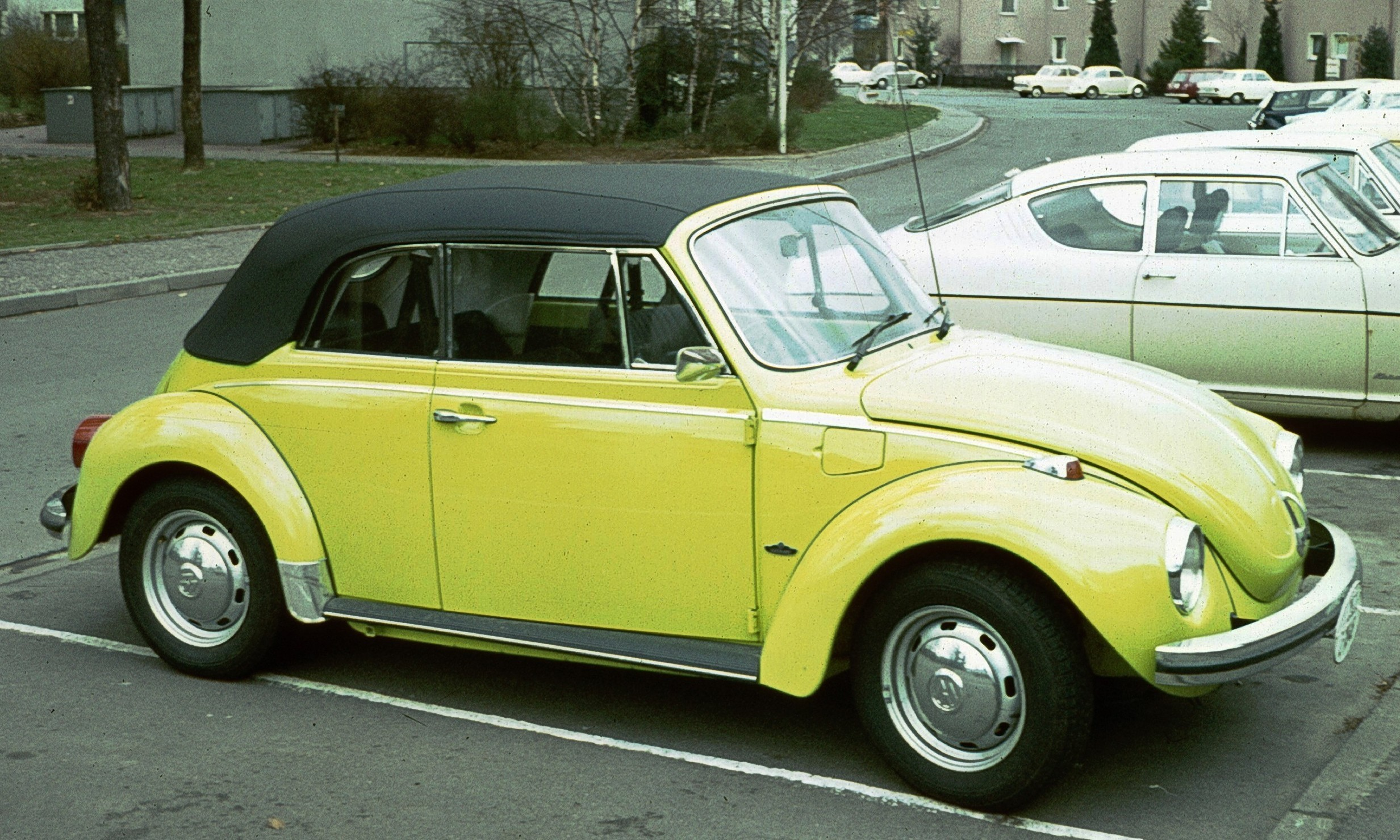
1972-es VW 1303 kabrió

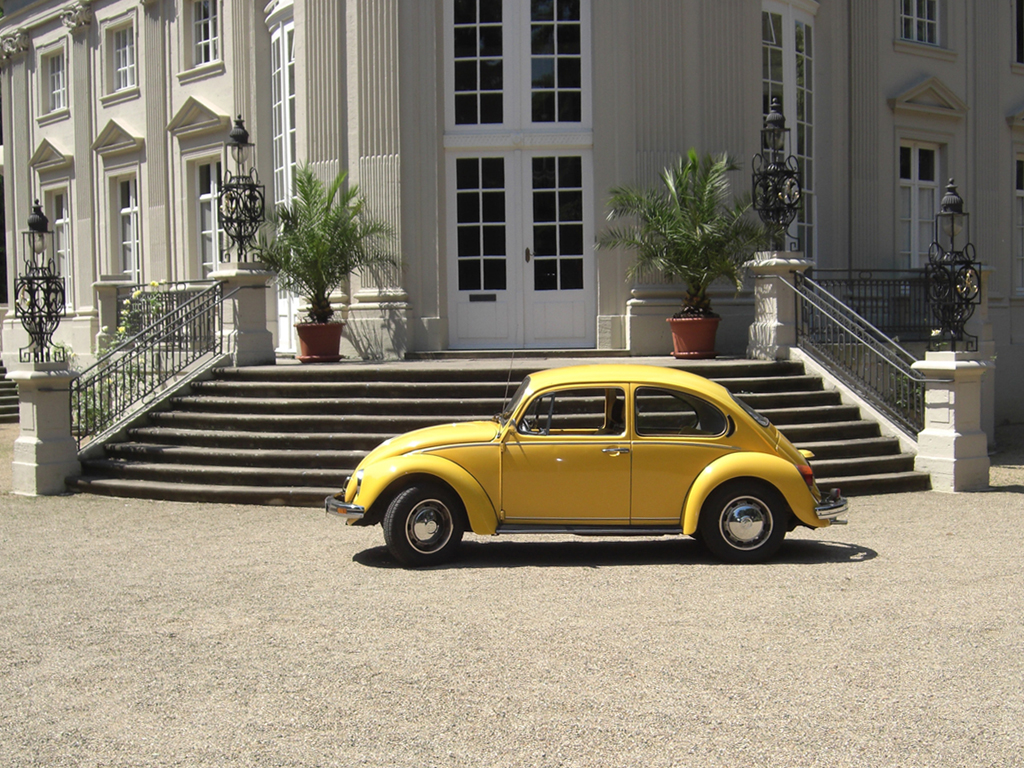
1984-es Sunny Bug különkiadás (csak 1800 db készült)
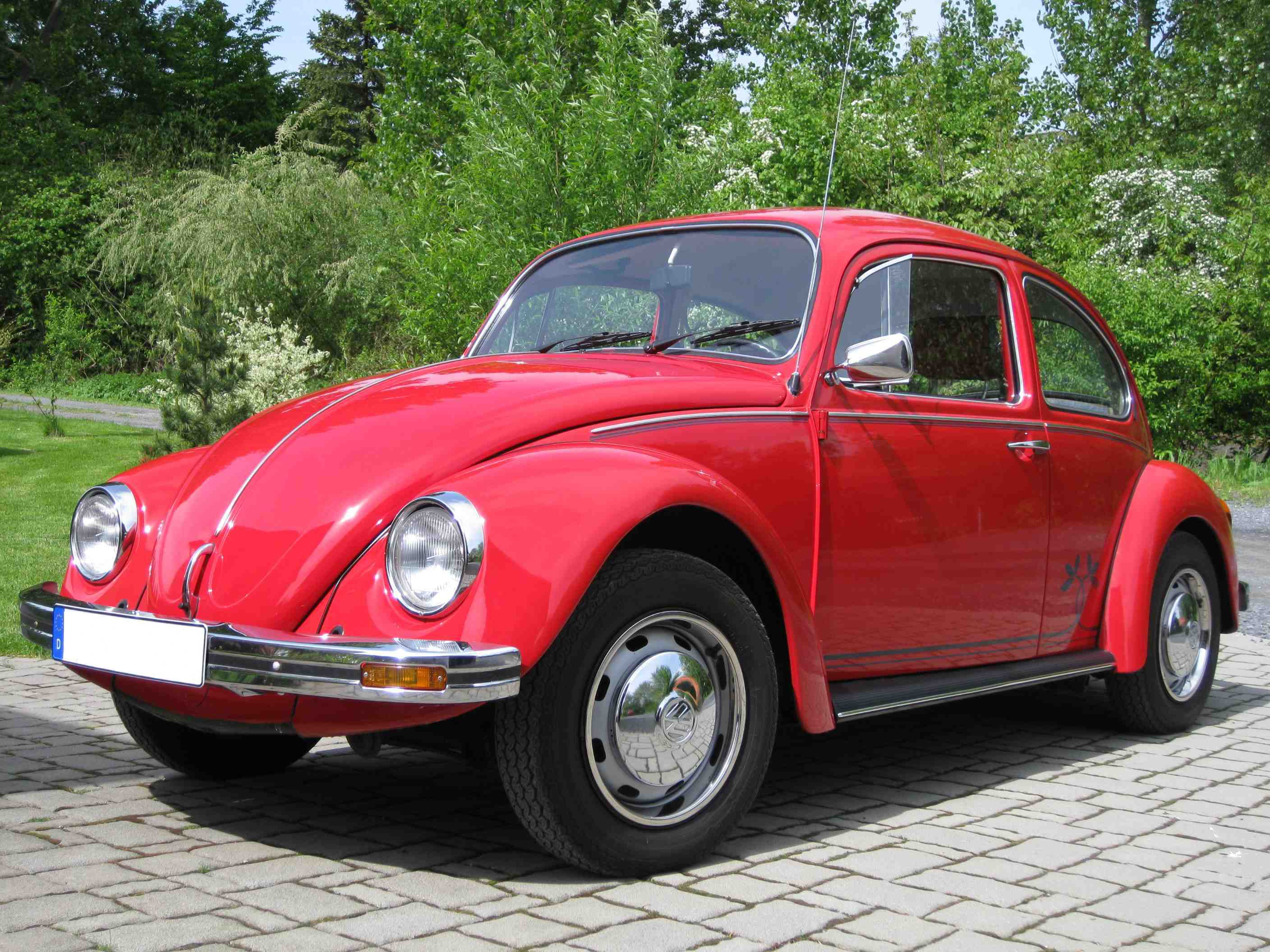
1984-es mexikói gyártású Bogár, a különleges "Samtrote" fényezéssel
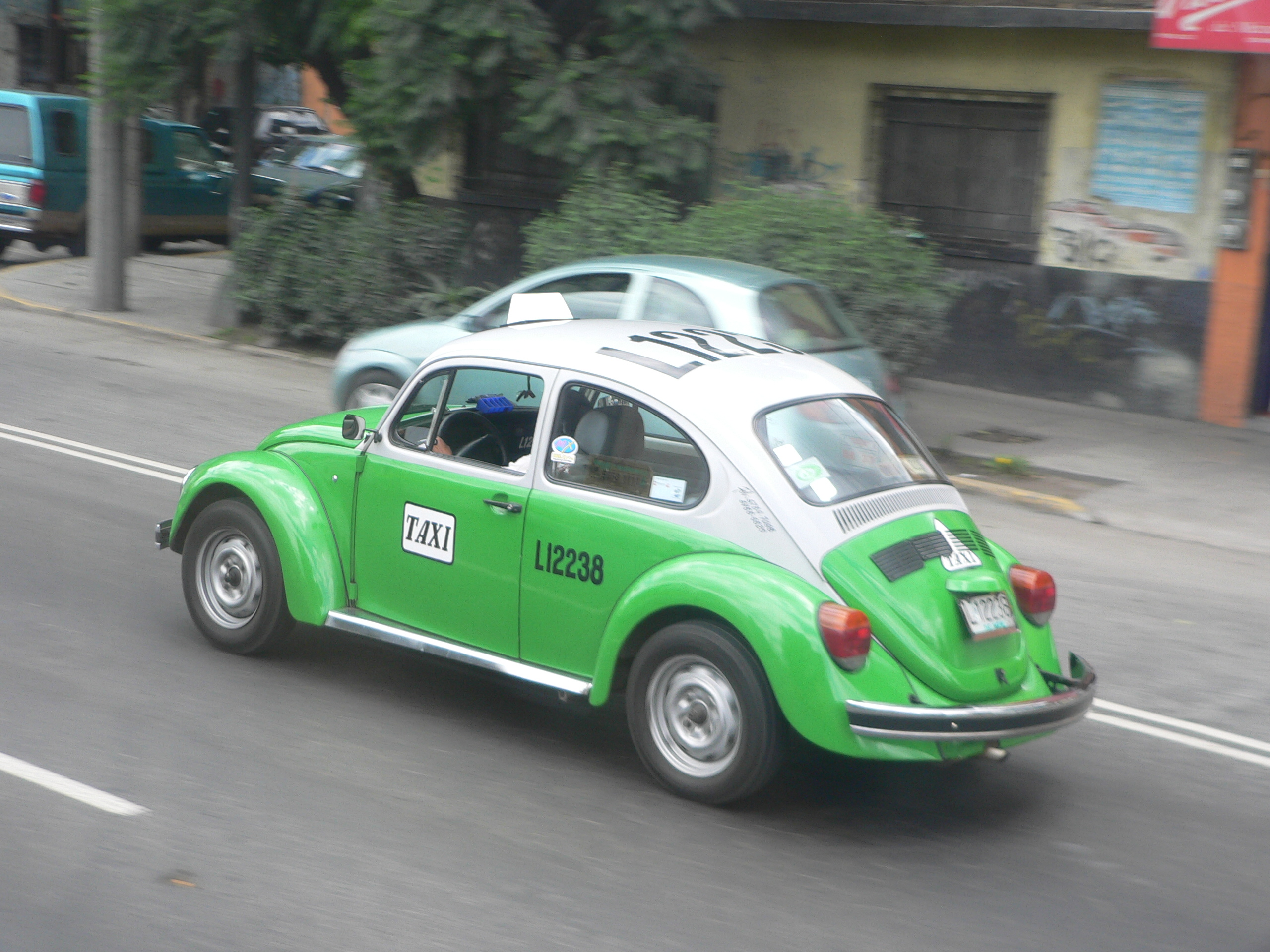
Bogártaxi Mexikóváros utcáin
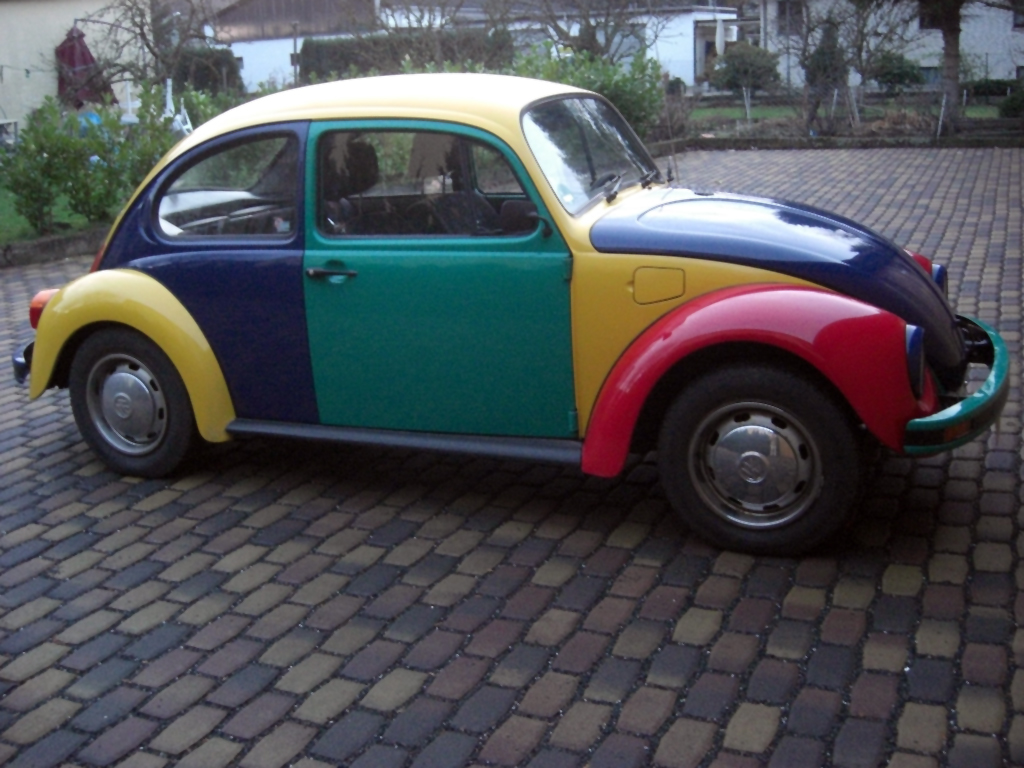
VW 1600i Harlekin
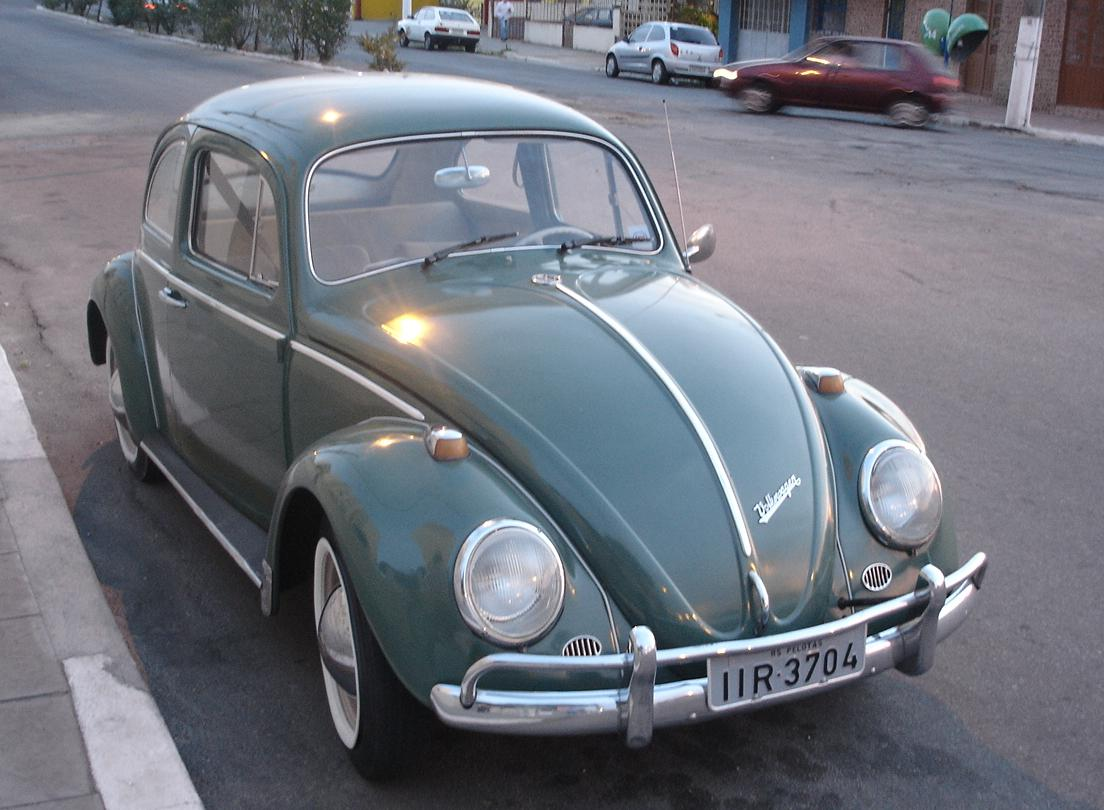
Brazíliában gyártott Bogár (Fusca), az 1963-as modellév kivitelében

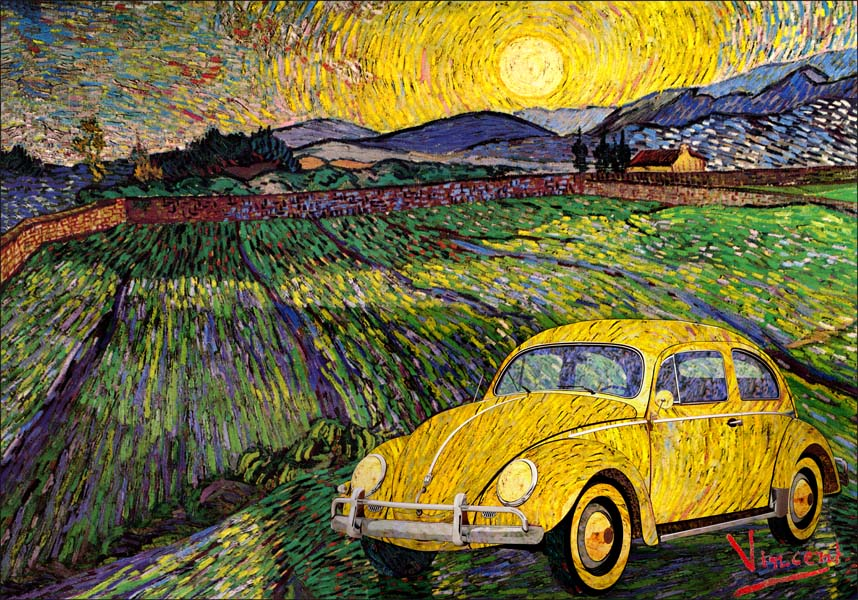
Vincent van Gogh stílusában készült Bogár-festmény (Heikenwaelder Hugo alkotása)
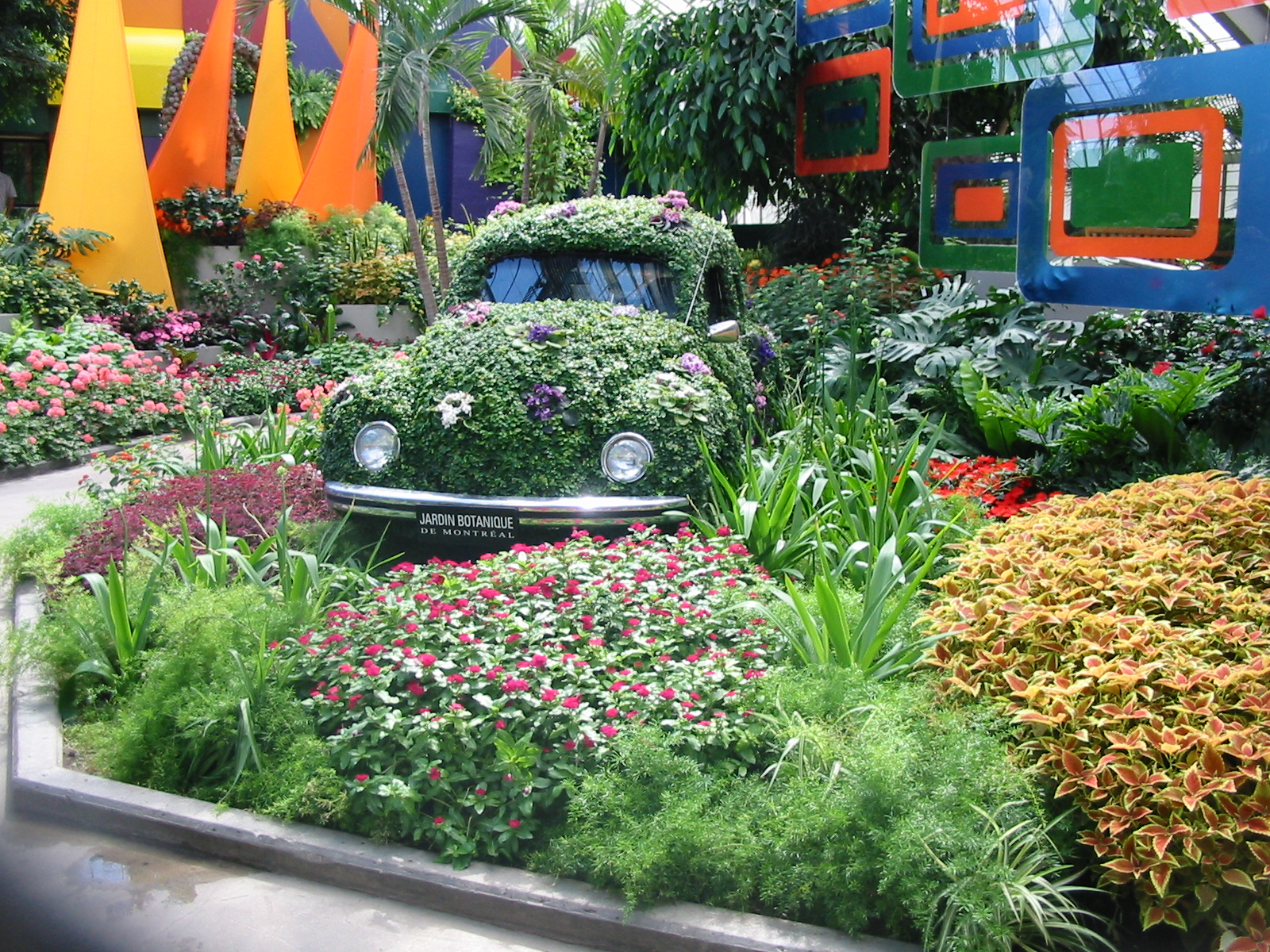
Virágokkal borított Bogár a Jardin botanique de Montréal kiállításán
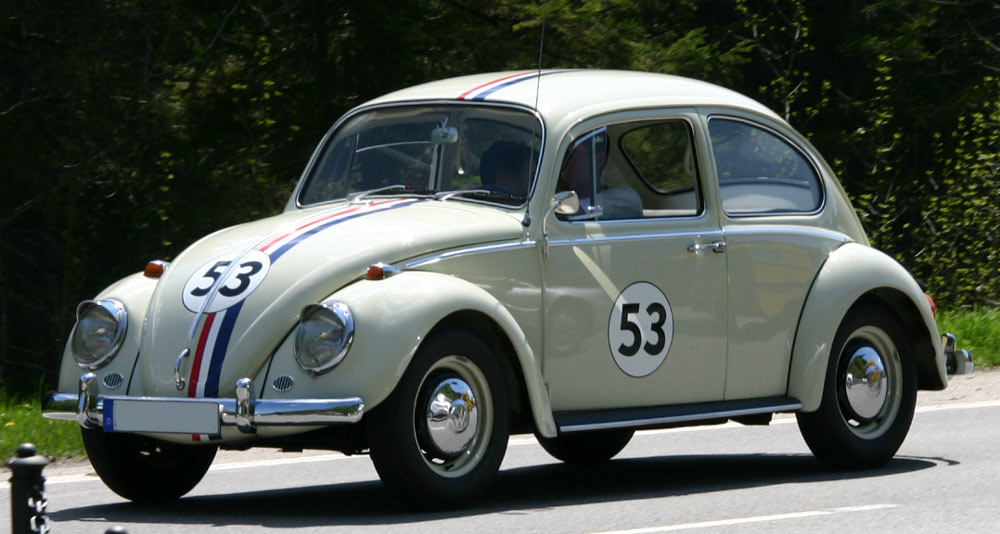
A "Kicsi kocsi..." filmekből ismerős Herbie
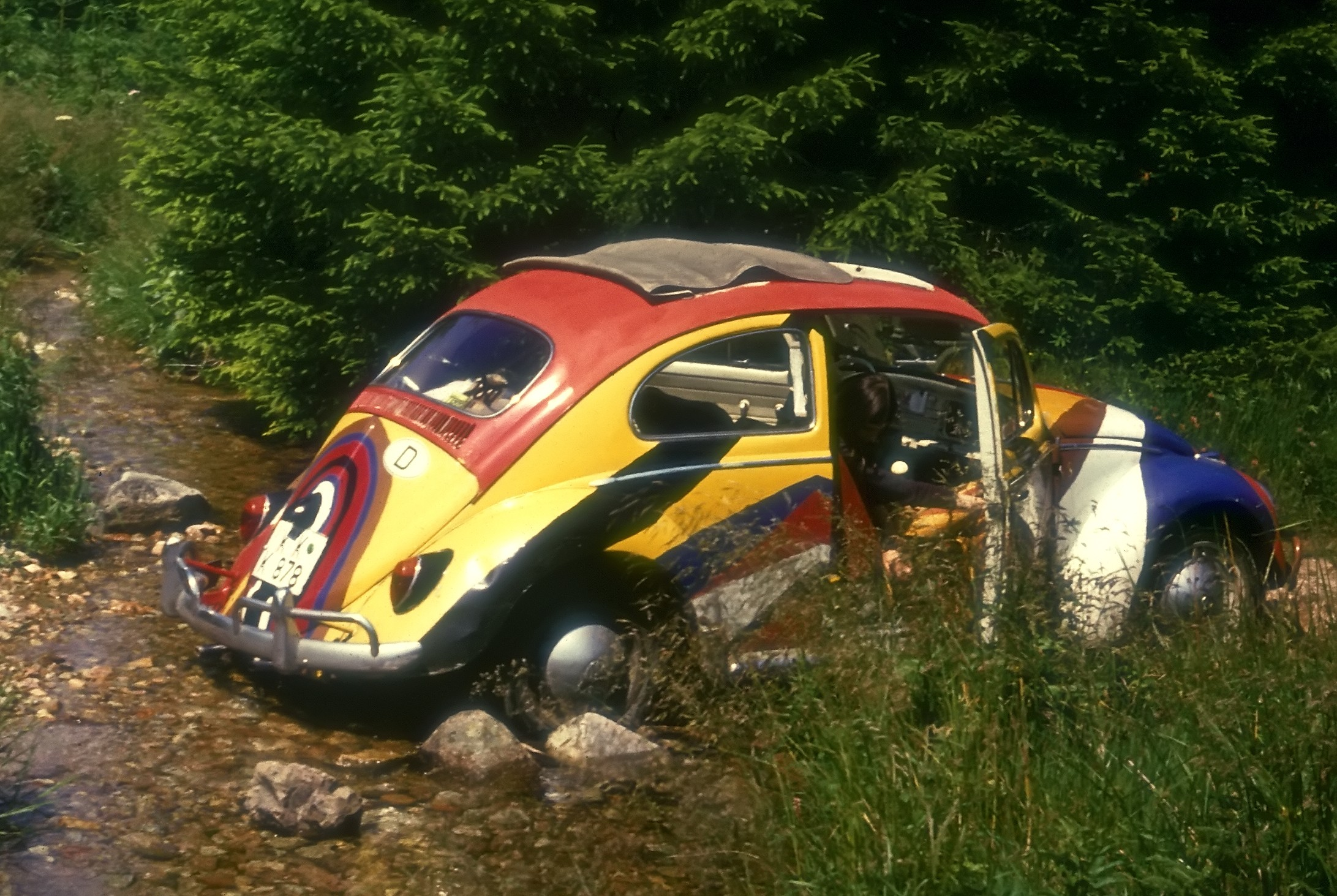
Kézzel festett hippi-Bogár 1974-ből

## Kapcsolódó szócikk
- Volkswagen Beetle(wd)